# ぼっち・ざ・ろっく! (アニメ)
『ぼっち・ざ・ろっく！』（BOCCHI THE ROCK!）は、はまじあきによる同名の漫画を原作とした日本のアニメ作品。第1期が2022年10月から12月までTOKYO MXほかにて放送された。
初アルバムである『結束バンド』は、CD初週売上7.3万枚、ダウンロード・アルバム・チャートでは売上1位を記録した他、SpotifyのGlobal Top Debut Albumにランクインするなど大ヒットした。また、Blu-ray/DVD1巻は初週1.4万枚を売り上げオリコン週間Blu-rayランキングにて2位を記録した。
また『ニュータイプアニメアワード2022-2023』において、作品賞（TV・配信作品）、監督賞、主題歌賞で1位を獲得。さらに海外メディア「Anime Trending」が主催する『第9回アニメトレンドアワー』において年間最優秀賞となるアニメオブザイヤーを獲得した他、最優秀脚本賞・最優秀演出/絵コンテ賞・最優秀サウンドトラック賞・最優秀声優賞・コメディアニメ部門年間最優秀作品賞、音楽アニメ部門年間最優秀作品賞、日常アニメ部門年間最優秀作品賞の8冠を達成した。
2024年6月に劇場総集編の前編、同年8月には後編が公開された。
2025年2月に第2期の制作が発表された。

## あらすじ
原作を膨らませつつもほぼそのままなぞっており、第1期は原作単行本2巻途中にある、文化祭ライブとその後のひとりの新ギター購入までを描いている。

### 中学生
主人公の後藤ひとりは、ある時父と一緒に見ていたテレビ番組をきっかけにバンドに憧れ、1日6時間練習するほどにギターに熱中する。しかし、極度の人見知りだった彼女はライブはおろか、バンドを組むこともできず中学を卒業することとなる。その一方で、「ギターヒーロー」の名で動画投稿サイトでカバー動画を投稿する活動しており、徐々に頭角を表すようになる。

### 高校生
「絶対にバンドをやる」と意気込んで高校に入学するひとりだったが、案の定、入学から１ヶ月経っても友達一人もできずにいた。ある日の帰宅途中、とある事情でギタリストを探していた少女、伊地知虹夏に半強制的にライブハウス「STARRY」に連れていかれ、虹夏、そしてバンドのベース担当である山田リョウと共にライブをすることになった。リョウからぼっちというあだ名をつけられ、サポートギターとして念願のライブに出演できることになったひとりだが、実力はあるものの他の人と弾くことに慣れていなかったため、その実力を発揮せずに初ライブを終えることとなる。
初ライブの後、ひとりは虹夏がギタリストを探していたのはギター/ボーカルが直前に辞めたことが理由だと知る。結束バンドは新たなギター/ボーカルを探すこととなった。ある時、ひとりが学校の隅に隠れていると、喜多郁代という少女が過去にバンド活動をしていたと耳にする。ひとりは、郁代を様々な方法でバンドに勧誘する。しかし、実は郁代はギターを弾いた経験がなく、バンドに入ったのも先輩目当てだったという事が判明。さらに、郁代はギター練習に挫折し、バンドを辞めてしまったという事が分かった。そこで、郁代は前のバンドメンバーに謝りたいと打ち明け、ひとりにギターを教えて欲しいと熱望する。その熱意に圧倒されたひとりは放課後、郁代と共にライブハウス「STARRY」に向かっていたが、郁代が急に「そこにはどうしても行けない」と言い始める。そこに、虹夏とリョウが合流する。その後、STARRYに入った4人は、実は郁代は、虹夏がギタリストを探す理由となっていた逃げたギター/ボーカルだったことが分かった。急に逃げた罪滅しとして、郁代はライブハウスの手伝いをすることとなったのだが、圧倒的なコミュニケーション能力にひとりはまたもや圧倒されることとなる。
その後、ギター・後藤ひとり、ドラム・伊地知虹夏、ベース・山田リョウ、ギター/ボーカル・喜多郁代の4人でバンドを組むこととなり、4人で関わり合いながらバンド活動をすることとなる。

## 登場人物
- 後藤 ひとり（ごとう ひとり） - 声：青山吉能[13]
- 伊地知 虹夏（いじち にじか） - 声：鈴代紗弓[13]
- 山田 リョウ（やまだ リョウ） - 声：水野朔[13]
- 喜多 郁代（きた いくよ） - 声：長谷川育美[13]
- 廣井 きくり（ひろい きくり） - 声：千本木彩花
- 伊地知 星歌（いじち せいか） - 声：内田真礼
- PAさん（ぴーえーさん） - 声：小岩井ことり
- 後藤 ふたり（ごとう ふたり） - 声：和多田美咲

## スタッフ
|                              | 第1期                  | 第2期        |
| ---------------------------- | ---------------------- | ------------ |
| 原作                         | はまじあき             | はまじあき   |
| 監督                         | 斎藤圭一郎             | 山本ゆうすけ |
| 副監督                       | 山本ゆうすけ           | 未公表       |
| シリーズ構成・脚本           | 吉田恵里香             | 吉田恵里香   |
| キャラクターデザイン         | けろりら               | けろりら     |
| キャラクターデザイン         | N/A                    | 小田景門     |
| 総作画監督                   | けろりら               | 未公表       |
| ライブディレクター           | 川上雄介               | 未公表       |
| ライブアニメーター           | 伊藤優希               | 未公表       |
| プロップデザイン             | 永木歩実               | 未公表       |
| 2Dワークス                   | 梅木葵                 | 未公表       |
| 色彩設計                     | 横田明日香             | 未公表       |
| 美術監督                     | 守安靖尚               | 未公表       |
| 美術設定                     | taracod                | 未公表       |
| 撮影監督                     | 金森つばさ             | 未公表       |
| CGディレクター               | 宮地克明               | 未公表       |
| ライブCGディレクター         | 内田博明               | 未公表       |
| 編集                         | 平木大輔               | 未公表       |
| 音響監督                     | 藤田亜紀子             | 未公表       |
| 音響効果                     | 八十正太               | 未公表       |
| 音楽                         | 菊谷知樹               | 未公表       |
| 音楽プロデューサー           | 山内真治               | 未公表       |
| 音楽ディレクター             | 岡村弦                 | 未公表       |
| 音楽制作                     | アニプレックス         | 未公表       |
| プロデューサー               | 石川達也、小林宏之     | 未公表       |
| アニメーションプロデューサー | 梅原翔太               | 未公表       |
| 制作統括                     | 清水暁                 | 未公表       |
| 制作                         | CloverWorks            | CloverWorks  |
| 製作                         | アニプレックス、芳文社 | 未公表       |

## 制作

### 企画・スタッフィング
キャラクターデザイン・総作画監督のけろりらは元々原作の大ファンであり、アニメ化するなら関わりたいと本作担当が決まる以前より情報を探していた。2019年6月頃、けろりらはCloverWorksプロデューサーの梅原翔太とプライベートで出かけた際、アニメ化企画が来ていないか梅原に相談した。その場で梅原は上司であるCloverWorks執行役員の福島祐一に電話で確認したところ、偶然にも同時期に親会社のアニプレックス所属で本作の大ファンでもある高山幹弘がアニメ化の企画書をCloverWorksへ持ち込んでいたため、梅原の班が制作に立候補する形でアニメ企画が始動した。
本作は企画・宣伝・プロデュース・音楽制作のアニプレックスと原作版権・出版の芳文社による2社体制の製作となる。
TVアニメ作品としては初の監督作品となる斎藤圭一郎が起用された理由は「一緒に作品を作ってみたい」というけろりらの希望によるもの。別作品で縁があり実力も知っていた梅原が声をかける形での参加となった。その他の座組は、梅原が各スタッフとの相性やスケジュールを考えて組んでいる。梅原は以前所属していたスタジオである動画工房にて『三者三葉』などきらら作品に参加していた経験があり、参加スタッフにも『NEW GAME!』『未確認で進行形』監督の藤原佳幸など、動画工房時代に一緒に働いたスタッフが起用されている。また、オープニング原画などには『三者三葉』のキャラクターデザインである山崎淳や、『けいおん！』のキャラクターデザインである堀口悠紀子が参加している。
シリーズ構成・脚本の吉田恵里香の起用はアニプレックス側からの提案で、全話数で脚本を担当。第1話の初稿は2020年12月13日に完成している。A-1 Pictures制作によるアニメ映画『思い、思われ、ふり、ふられ』で梅原との縁で紹介され、斎藤も過去作の脚本を見て起用を望んだための参加となる。
ライブディレクターは梅原のチームが制作を担当した『ワンダーエッグ・プライオリティ』でアクションディレクターを担当し、『その着せ替え人形は恋をする』にて第8話の絵コンテ・演出を務めた川上雄介が担当。サブキャラクターデザイン・私服設定協力には『ワンダーエッグ・プライオリティ』でキャラクターデザインを務めた高橋沙妃が参加。他にも『その着せ替え人形は恋をする』監督の篠原啓輔やキャラクターデザインの石田一将、同作作中アニメのキャラクターデザイン担当の山本ゆうすけなど、各話数の演出家、作画監督、アニメーターなどは上記2作品のスタッフが多く参加しており、斎藤やけろりら、川上らメインスタッフや参加アニメーター陣、各セクションのスタッフなど20代から30代前半の若手スタッフを中心に制作体制が組まれている。通常、1作品が終わると解散となる制作現場が多いアニメ作品の中で3作品を通してスタッフの多くが共通しているため、チームとしての連携が強く取れる現場となった。
一方で、背景美術、色彩設計・仕上げ（彩色）、撮影処理に関してはCloverWorks社内チームが制作を担当。『明日ちゃんのセーラー服』の色彩・美術を担当した横田明日香や守安靖尚が率いる社内チームで、色彩と背景美術を手掛ける。3DCGIはCloverWorksのCG制作をしているBoundaryが担当。背景美術や撮影処理はすべて社内で手掛けるなど、仕上げ・美術・撮影・CGの内製率が高く連携の取りやすい制作現場となっている。

### 演技・キャスティング
キャスティングは原作者のはまじあきも参加し、スタッフ内で意見が割れた際には、はまじの意見を元に決められた。特に喜多役は歌唱テストも行い、喜多らしさと歌唱力の両方で判断された。
主人公の後藤ひとり役には青山吉能が起用された。青山は自身の学生時代を振り返った際にかつては陰キャラであったことに気づき、オーディションではあまり陰キャラとしての役作りを意識せず、かつての自分をありのままに表現したと述べている。また、自身がこれまでに演じたキャラクターの中でひとりには特に共感する部分が多く、自身の経験が活かされていると感じ、演じていて楽しかったとも話している。
喜多役の長谷川育美は歌唱に関して、キャラクターソングを歌う時のように演じた役を表現するのではなく、結束バンドの楽曲であることを意識して楽曲やバンドの良さを引き立てる歌い方を意識している。そのため、長谷川と喜多が混ざった「女子高生の歌が上手い子」の声質を意識し、喜多らしさ以上に曲調や歌詞を意識した歌唱をしている。これは、プロのアーティストでも普段の話し声と歌唱の声質が違うことが多いということも意識されている。

### 構成・演出
漫画的デフォルメされた可愛さも意識されるとともに、2話目以降は『まんがタイムきらら』系統誌に特徴的な日常系路線から大きく乖離していき、作品の個性が垣間見える作りとなっており、原作の4コマ漫画のコマ間をより話と表現で膨らませた。内向的で想像力が豊かすぎるあまり、崩壊するひとりの顔面の多様さなどに漫画的表現が見られる一方、CloverWorksが得意とする、写実的、あるいは動きの面白さの追求も見られる。実写映像も使用されるなど、アニメーションの枠に捉われない表現が希求され、リアルさに重きを置いた表現とデフォルメが同居する演出につながっている。
斎藤は演出に関して、ひとりと他のキャラクターのコミュニケーションが成立しすぎないように心がけており、会話の途中でひとりが自分の世界に入っている間に他のキャラクターの会話がそのまま進行していくなど、脚本段階から吉田と共に内容をコントロールしていた。そこから絵コンテに落とし込む際に、ひとりの会話が視聴者に聞かせるための内容か音として鳴っているだけのものか、精査しながら場面構成を整えていく手法がとられている。また、原作に沿った内容でありながらもギャグの勢いをアニメだからこそできる表現として描くために、原作者などの出版社側と相談しながら4コマの内容を埋めていき、アニメとして成立するように独自で追加している。
構成としては上記の内容のほか、1話単位で物語として成立させるためにオープニングやエンディングの入り方、その話数のオチなどがきっちりまとまるよう構成されている。原作者のはまじはキャラクターデザインや背景美術、楽器などのデザイン設定監修や全話数の構成・脚本会議、アフレコに参加している。デザイン面は細かく監修している一方で構成面に関しては「何かを貶める表現はしない」「悪人は作らない」点を重視して意見を共有している以外にはスタッフを信頼して原作側から構成・シナリオへの要望は特になく、はまじは作品のご意見番として基本的にはスタッフ側の質問に答える形で監修・制作が進められている。一方で音楽・劇中曲関連ははまじと原作音楽監修のInstantなどの原作側とアニプレックスの音楽チームが密に連携をとって制作しており、後述のライブシーンにも深く関わっている。特に楽曲に関しては、はまじ自身が細かくチェックを入れており、デモや仮歌、ボーカル収録にも立ち会い自身の中にある楽曲イメージをInstantとともに制作側とすり合わせる形で密な監修作業が行われた。
アニメーションでは、斎藤自身がアニメーター出身の監督であることから動きには特にこだわり、キャラクター性をレイアウトやポージング、芝居など映像で強く表現していく方針がとられている。斎藤は本作で絵コンテを4本、演出を2本、オープニング監督を担当している。エンディングには斎藤の強い希望でスズキハルカが起用され、スズキの所属しているPie in the skyが制作を務めた。

### キャラクターデザイン
キャラクターデザインは当初、線が多くディテールの細かいデザインが想定されていたが、斎藤が上記のように動きを重視したデザインを依頼して、線や色分けの少ない大胆に動かすことを前提としたデザインで設定されている。これによってアニメーターの負担軽減にもつながった。デザインに関しては、制作時に連載が進行していた単行本3巻冒頭頃の絵柄を基準にデザインされている。
けろりらはキャラクターデザインや総作画監督作業のほか、全ての話数に原画としても参加している。特に第1話の原画に関しては冒頭などを担当し、画面の基準となるように描かれた。本来なら総作画監督は作画監督が修正した原画をさらに監修して全体の統一感を出すことが一般的である。しかし、本作ではけろりらの原画をアニメーションの演技の基準とし全体で共有を図りつつ無理な統一は行わないことで、各アニメーターに個性を出してもらい作画のバリエーションを豊かにする方針がとられた。そのため修正時もアニメーターの個性は残しており、あえて違う雰囲気のキャラクターが描かれている場面もある。アニメにおいて1話数に必要なカット数は約300カットといわれており、1話数のみの参加ではなく複数の話数で参加しているアニメーターでも多くて100カット未満しか担当しないのが一般的な中、けろりらは全話数あわせて約600カットの原画を1人で担当した。

### 音楽
音楽制作は本作の製作・プロモーションなどを務めるアニプレックスが担当。主題歌・劇中曲は編曲の多くを三井律郎が担当。作詞・作曲はヒグチアイ、音羽-otoha-、KANA-BOONギターボーカルの谷口鮪、tricot・ジェニーハイギターボーカルの中嶋イッキュウ、ZAQ、草野華余子など多くのアーティストが参加しており、制作された楽曲はアニメ未登場楽曲も含め14曲となる。参加している作曲陣や音楽スタッフの多くは、劇中に登場するライブハウス「下北沢STARRY」のモデルとなったライブハウス「下北沢SHELTER」や下北沢に関連のある音楽に関わりのある人物が起用されている。
音楽ディレクターはアニプレックス音楽部門のディレクターでWAVERIDERのレコーディングエンジニアでもある岡村弦が担当。結束バンドの演奏に関しては、ドラムを比田井修、ベースを高間有一、ギターをakkinと三井律郎が担当。このメンバーは岡村の人脈で集まったメンバーであり、特に三井に関してはバンドサウンドへの知識量などから本作の多くの楽曲で編曲を依頼することになった。作中の楽曲に関しては原作者のはまじ及び原作音楽監修のInstantと協議しながら方向性を決めており、楽曲制作は2019年からスタートしている。その際に、初めに出来上がった曲がアルバム収録曲「ラブソングが歌えない」であった。また、「青春コンプレックス」のカップリング曲となる「ひとりぼっち東京」も同時期に制作され、この2曲が作品の音楽性を示すための指標として制作陣で共有された。そのため、劇中では使用されていない楽曲となっている。音楽制作においては原作チームや音楽制作チームの間にある「下北沢ガールズバンド」のイメージの定義を定めるところから始まり、下北沢に由来のある作曲陣に参加を依頼しながら楽曲の方向性を固めた。岡村自身も若いころは、原作より登場するライブハウス「STARRY」のモデルである「下北沢SHELTER」に出入りしていた時期があり、作曲担当の人選に大きく影響している。
結束バンド以外の楽曲に関してはアニプレックスの音楽部門・SSチームで制作しており、SICK HACKの楽曲作成などを行っている。また、SICK HACK「ワタシダケユウレイ」の作詞を担当した西田圭稀は第2話に登場するバンドの作詞・作曲・歌唱を担当。第2話や第11話で使用した楽曲は西田自身の学生時代に結成したバンド、ファジーロジックの楽曲である。第11話の歌唱はWiz_niccが担当。
作中でひとりが演奏して一部歌唱もするギターシーンに関しては、劇伴担当の菊谷知樹が担当している。
オープニングや劇中歌の作詞に関しては音羽-otoha-、樋口愛、ZAQの3人を主体として作詞作業を依頼している。その際に、ひとりが作詞をしている設定やコンセプトの説明なども3人に行われている。3人ともに原作を読んでおり、コンセプトもある程度共有されたうえで詞が提供された。作中に登場する劇中曲のうち、「ギターと孤独と蒼い惑星」と「あのバンド」は実際に原作1巻で登場した楽曲のタイトルとなっている。エンディングテーマについては原作のコンセプトにも影響を与えているASIAN KUNG-FU GENERATIONの楽曲をカバーしていく案や、すべてを結束バンドの楽曲にする案など、様々なものがあがっていた。そして実際に楽曲制作が進む中で、結束バンドとしての楽曲を視聴者に届けるために第一線で活躍するアーティストに楽曲を提供してもらい、それを各キャラクターが歌う案と、当初から出ていたASIAN KUNG-FU GENERATIONの楽曲をカバーする案の双方を兼ねる形で制作が進められた。カバーに関しては、アニプレックス経由でASIAN KUNG-FU GENERATIONとその所属事務所に伝えられ、原作の詳細やアニメ化などを説明したうえで起用が決定した。
音響面ではサウンドに関して右側のチャンネルからはひとりのリードギター、左側のチャンネルからは喜多のギターの音が聞こえるようにミックスされている。収録では極力重ね録りはせず、サビで音色を加えることはあるも基本はギター2本とベースとドラムのみで構成しており、4人の楽器の音以外は極力使用していない。その分、音数が少なくなるため、アンプを5台使用するなど細かく調整をしている。また、岡村は作中のマイクの立て方やエフェクター、各種配線などの細かい部分に関しての監修にも協力しており、編曲担当の三井と共同で担当している。
第8話の「ギターと孤独と蒼い惑星」では、作中で結束バンドのメンバーが緊張して上手く演奏できない場面を再現するため、演奏のOKテイクを収録した後に緊張した演奏をもう一度収録している。特にドラムに関してはリズムをあえてずらす演奏を発注しており、ドラムの演奏がズレることでひとりのギターと山田のベースの演奏のリズムが崩れたり喜多が弾き損じる過程を再現している。この場面の歌唱に関しては歌を別で収録するのではなく、アフレコの流れでそのまま収録している。2曲目の楽曲である「あのバンド」に関しては別のスタジオで歌を録り直しているが、CD音源とは別に収録しており、1曲目の緊張から徐々に持ち直していく本調子ではない歌声という設定で収録し直している。第1期最終話の劇中歌「星座になれたら」は劇中のボトルネック奏法シーンを再現するため、配信されているシングルとは別に実際に弦が切れたギターで演奏したアフレコ・レコーディング音源を使用しているほか、ひとりが行った奏法で演奏している。この楽曲は演奏中にひとりの1弦が切れてしまうシーンで使用されているため、この展開を踏まえて編曲を行い、ギターソロ後は1弦を使わなくても演奏自体は可能な楽曲となっている。シングル配信やアルバムに収録されている音源に関しては、作中でひとりが弾こうとしていた本来のギターソロも収録されている。同じく、第1期最終話の劇中歌「忘れてやらない」もアルバム収録の音源とは違い、レコーディングではカットするようなノイズを残し、楽器を弾いていないときのアンプから響くノイズをあえて残している。
第1期最終話「君に朝が降る」では、結束バンドのメンバーの名前の由来にもなっているASIAN KUNG-FU GENERATIONの楽曲から「転がる岩、君に朝が降る」がカバー楽曲として披露された。選曲は原作者のはまじが行っている。当初よりはまじはアニメの劇中歌とは関係なく、仮に結束バンドのカバー楽曲企画があったとしたら本楽曲をカバーしてほしいと関係者に話しており、「ぼっちに一番合っている曲」として起用された。本タイトルはアニメの第1話「転がるぼっち」と第1期最終話のサブタイトルにも起用されている。歌唱の際には「ひとりが歌っている」という点を強調しており、よく「あっ」と言葉を発するひとりのブレス音がミックスで再現できるように調整している。カバーに際しては、ASIAN KUNG-FU GENERATIONが公式SNSにメッセージを寄せている。
劇中音楽はアニメ放映に合わせてYouTubeでミュージックビデオを公開、また楽曲を配信リリースすることで「話題になっている曲がきっかけでアニメを知った」というようにアニメ視聴者以外にも話題を広げることに成功しており、アニメの人気を大きく後押しすることに寄与している。

### 演奏シーン
演奏シーンはアクターが演奏した映像を参考にコンテ作成や作画を行っているが、その際に各アクターごとにキャラクターを意識した芝居を指導している。この芝居の監修は原作チームも参加しており、はまじから出たキャラクターの細かい仕草の指摘も動きに反映されているほか、一部ライブシーンではアニメならではの物語の流れを作るために原作音楽監修のInstantの案で構成を一部変更している部分もある。モーションアクターはソリッド・キューブにて担当。『BanG Dream!』のMVアニメーションや『プロジェクトセカイ』のLeo/needのアクターも担当し、演奏を行えるメンバーを人選している。ライブアニメーション制作としてはアクターによるモーションキャプチャを収録し、その素材を元にバーチャルカメラでCGレイアウトを決めていく作業を行っている。この工程では、ライブディレクター・ライブ絵コンテ・演出の川上雄介とライブCGディレクターの内田博明を中心に画面構成を行っている。これらのモーションキャプチャ・ライブCGワークス（簡易CGモデリング・CGレイアウト）はexsa株式会社が担当。その後、完成した3DCGベースの画面構成をライブアニメーターの伊藤優希を中心とするライブアニメーターチームが受け取り、レイアウトも含め全てのカットを手描きの原画に再構築している。
ライブシーンの原画は第1話を伊藤、第5話を伊藤とMYOUN、第6話を渡部さくら、第8話の1曲目をさくとNogya、2曲目をTOMATO、第12話の1曲目を吉川知希、2曲目を伊藤が中心となり担当している。ライブシーンに関しては打ち合わせだけでも多くの時間を要し、特に弦を押さえる指の動きや手描きによるシンバルやハイハットなどドラム自体の動きに関してはモーションキャプチャーは使用できないため、打ち合わせや参考映像で意思共有を密に行いながら、アニメーターによる手描きで全てを管理している。

### プロモーション
宣伝プロデューサーはアニメ『かぐや様は告らせたい〜天才たちの恋愛頭脳戦〜』の宣伝プロデューサーも務めるアニプレックスの田中瑛が担当。
本作の宣伝の特徴としては、放送開始直前まで告知を極力行わず、メディアへの露出を極端に抑えた手法を取り入れた。放送前のプロモーション映像に関しても、2021年12月のキービジュアルを使用した告知プロモーションを公開したのちは放送1か月前までの約1年間プロモーションビデオの公開を一切行わず、第2弾プロモーションビデオ以降に関しても放送開始後の第5話放送後や第1期最終話放送後にあえて初公開するなど、本編のアニメーションや劇中楽曲の事前公開を極端に抑える形式となった。
この宣伝の意図に関して田中は「各話のサプライズを演出したくて、事前に楽曲などの情報を出し過ぎないようにしました。」としており、配信が主流の現代において、それでもリアルタイムで見ないと何が起きるか分からない臨場感を意識したプロモーションを行った。
事前のプロモーションを抑えた代わりに、放送開始後には公式ツイッターにて「ネタ画像」を頻繁に投稿したり、主題歌・劇中歌に関して、初めて披露された話数の放送終了と同時に楽曲配信やアニプレックス公式YouTubeアカウントにてリリックビデオを公開するなど、話題性を高めやすい環境を整えた。
本作の放送時期には話題作も多く、それについてアニプレックス宣伝チームも事前に把握していたが、田中自身は本作のポテンシャルを信じてあえてそれらの作品を意識しないプロモーションを行った。この施策に関しては放送終了後のインタビューにて「結果としてよかったのですが、事前告知を抑えたのはばくちでした」とも語っている。

### 第2期
当初はアニメ続編の予定はなかった。その後アニプレックスなどから度々続編についての話が上がるようになったが、正式に2期制作が決定したのは2025年に入ってからだという。
2期の監督は、1期を担当した斎藤圭一郎から、1期の時に副監督を務めていた山本ゆうすけに交代となった。その理由について斉藤は「1期の時、スタッフにかなりの負担をかけてしまった、音楽アニメを作ることに対する自分の見通しが甘かった」「原作で描かれている続きの話をやるなら、さらに音楽アニメとしての要素が強くなる」「アニメの『ぼっち・ざ・ろっく！』は、監督の立場の自分としては完結している」として辞退し、後任に山本を推薦した。「別の監督作品（葬送のフリーレン）と天秤にかけたわけではない」ともコメントしており、『ぼっち・ざ・ろっく！』は依然として好きな作品だし制作会社であるCloverWorksに自分の席もあるため、山本の手伝いとして再び『ぼっち・ざ・ろっく！』に関わる可能性についても否定していない。
キャラクターデザインは、新たに小田景門の名が入り、けろりらはサポート的な立場にまわるという。これについてけろりらは、CloverWorksに「『ぼっち・ざ・ろっく！』を見て」という新人がやって来るようになったため、後進育成の場を作る意味も込めて、1期の時に優れた原画を担当した小田景門を推薦したという。これらスタッフ交代の経緯については、アニメ続編決定が発表された同日の2025年2月15日に公開された『ぼっち・ざ・らじお！』特別編で、本人達によって語られている。続編作品においてスタッフが交代するケースは比較的多いが、その理由が語られることは少ない。だが『ぼっち・ざ・ろっく！』はスタッフが表に出る機会も多かったため、憶測を建てられる前にラジオの場を借りて自分たちの口から直接説明したいと主にけろりらが主張して、その場が用意されたという。
脚本は吉田恵里香が引き続き担当する。これについて吉田は「（他人に手渡さず）自分の欲望に忠実でいるのが『ぼざろ』らしいかなと思い」というコメントを同ラジオに出している。

## 主題歌
特記のない限り編曲は三井律郎。

### オープニングテーマ
| 曲名               | 歌                     | 作詞   | 作曲        | 出典         |
| ------------------ | ---------------------- | ------ | ----------- | ------------ |
| 青春コンプレックス | 喜多郁代（長谷川育美） | 樋口愛 | 音羽-otoha- | [ 1 ] [ 53 ] |

### エンディングテーマ
|   | 曲名                   | 歌                     | 作詞           | 作曲           | 使用期間     | 出典          | 備考 |
| - | ---------------------- | ---------------------- | -------------- | -------------- | ------------ | ------------- | --- |
| 1 | Distortion!!           | 喜多郁代（長谷川育美） | 谷口鮪         | 谷口鮪         | 第1話-第3話  | [ 54 ]        | |
| 2 | カラカラ               | 山田リョウ（水野朔）   | 中嶋イッキュウ | 中嶋イッキュウ | 第4話-第7話  | [ 54 ] [ 55 ] | |
| 3 | なにが悪い             | 伊地知虹夏（鈴代紗弓） | 北澤ゆうほ     | 北澤ゆうほ     | 第8話-第11話 | [ 54 ] [ 56 ] | エンディング映像にて喜多が指を立てるシーンがあるが、デフォルメされた絵柄のせいで中指を立てているように見えることから、インターネット・ミームとなって話題となり、原作者であるはまじもTwitterにてこのミームに関する投稿をしている。この出来事に対し、映像を制作したスズキは、Twitterにて人差し指であるということを表明している。 |
| 4 | 転がる岩、君に朝が降る | 後藤ひとり（青山吉能） | 後藤正文       | 後藤正文       | 第12話       | [ 54 ]        | ASIAN KUNG-FU GENERATIONの楽曲のカバー。 |

### 劇中曲
|   | 曲名                           | 歌                                 | 作詞     | 作曲        | 編曲     | 使用期間     | 出典   | 備考                                                                                         |
| - | ------------------------------ | ---------------------------------- | -------- | ----------- | -------- | ------------ | ------ | -------------------------------------------------------------------------------------------- |
| 1 | ギターと孤独と蒼い惑星（ほし） | 喜多郁代（長谷川育美）             | ZAQ      | 音羽-otoha- | akkin    | 第5話・第8話 | [ 60 ] |                                                                                              |
| 2 | あのバンド                     | 喜多郁代（長谷川育美）             | 樋口愛   | 草野華余子  | 三井律郎 | 第6話・第8話 | [ 61 ] | 第6話ではインストゥルメンタル版である「あのバンド-路上ライブ instrumental-」として使用された |
| 3 | ワタシダケユウレイ             | SICK HACK 廣井きくり（千本木彩花） | 西田圭稀 | 安谷屋光生  | akkin    | 第10話       | [ 63 ] |                                                                                              |
| 4 | 忘れてやらない                 | 喜多郁代（長谷川育美）             | ZAQ      | 吉岡大地    | 三井律郎 | 第12話       | [ 64 ] |                                                                                              |
| 5 | 星座になれたら                 | 喜多郁代（長谷川育美）             | 樋口愛   | 内藤英雅    | 三井律郎 | 第12話       | [ 65 ] |                                                                                              |

### その他
| 曲名               | 作詞        | 作曲        | 出典   | 備考                                        |
| ------------------ | ----------- | ----------- | ------ | ------------------------------------------- |
| フラッシュバッカー | 音羽-otoha- | 音羽-otoha- | [ 66 ] | 第1期最終話放送直後に公開された本PVで使用。 |

## 反響・評価

### 反響
2022年秋頃のアニメは、『機動戦士ガンダム 水星の魔女』『チェンソーマン』など数々の話題作が放送された中、『ぼっち・ざ・ろっく！』は放送開始直後あたりまで注目度はそこまで大きくはなかったが、放送が進むにつれ注目度が上昇しSNSを中心に話題になる。その結果原作漫画単行本の売り上げも上昇し、重版を繰り返す品薄の状態が続いた。原作者はまじあきの同人活動にも注目は及び、2022年12月のコミックマーケット101に参加していたはまじのサークルは混雑対応により急遽会場外へと移動したため、ネットでは「コミケでも“ぼっち”」などと言われた（当日のはまじの出展物は『ぼっち・ざ・ろっく！』とは無関係）。アニメ劇中演奏シーンや主題歌、劇中歌、アニメ音楽スタッフによる「公式弾いてみた動画」は、アニメで楽曲が公開された直後にYouTubeのアニプレックス公式チャンネルでも公開され多くの視聴者を集めたほか、ほぼ同時に楽曲が音楽配信サイトで公開されて売り上げを伸ばし、アニメ終了後に発売されたアルバム「結束バンド」はトップセールスとなっただけではなく、ひとりが使用するギターのモデルであるレスポール・カスタム、PACIFICAを中心に『ぼっち・ざ・ろっく！』作中に登場する楽器などの売り上げも上昇した。アニメBlu-ray第1巻は初週のセールスが14,821枚とメーカーの想定以上の販売数となって品薄となり、第1巻の封入特典であるイベントチケット優先販売の受付期間は対応のため延長された。作中の舞台となった下北沢はいわゆる聖地巡礼の対象として現地を訪れる人が増え、作中に登場するライブハウス「STARRY」のモデルである「下北沢SHELTER」にてライブを体験する人も増えたという。一方で、現地のライブハウスや店舗、住人に対して迷惑がかからないよう『ぼっち・ざ・ろっく！』公式Twitterが注意を呼びかける事態も発生したが、「結束バンド」は「下北沢公認アンバサダー」に就任し、下北沢商店連合会が主催する「下北沢カレーフェスティバル2023」および下北沢SHELTERと『ぼっち・ざ・ろっく！』の公式コラボグッズも発売された。Webラジオ『ぼっち・ざ・らじお！』も話題になり、第8回アニラジアワードでは最優秀ラジオ大賞、最優秀女性ラジオ賞、大笑いラジオ賞の3部門を受賞。原作やアニメには一切登場せずラジオでのみ触れられたフレッシュネスバーガーと『ぼっち・ざ・ろっく！』のコラボ企画が急遽実現するなどの影響も生んだ。

### 評価
上記のように話題となった要因として、作品の単純な面白さ、映像クオリティだけではなく、リアルな演奏シーンや多くのアーティストが関わった優れた楽曲が話題となり、YouTubeの動画や音楽配信サービスでランキング上位に入った作中曲を知ったことからアニメを見たという人もいたほか、金策や集客に悩むといった若手バンド活動のリアルさなどが音楽関係者・バンド経験者の注目や共感を集めた点がある。本作登場キャラクターの名前などのモチーフとなっているASIAN KUNG-FU GENERATIONの後藤正文も、本作のギャグや物語の面白さ、演奏シーンなどのリアルさを評価している。
劇中で、ひとりが動画配信サイトでは有名ギタリストであるが対人コミュニケーションを苦手としているという設定は、ネット上で個人でも音楽活動ができる、ネット上で注目を集められても、現実社会では上手くいかないギャップを抱えている人がいるという現代の世情をよく示しているとも、多くの人がコミュニケーション失敗を実際に経験しているため共感できるとも評されている。
4コマ漫画である原作の内容を補完する形で膨らまされた脚本は「原作の良さを消さない改変」などと、原作ファンからも好評を得た。
2022年7月期から2023年4月期までに公開されたアニメ作品の中からファン投票で選出する「ニュータイプアニメアワード2022-2023」では、作品賞（TV・配信作品）、監督賞、主題歌賞（青春コンプレックス）で1位を獲得したほか、キャラクターデザイン賞、キャラクター賞（女性）、サウンド（劇伴）賞、メカ・プロップデザイン賞、脚本賞でも10位以内に入賞。英語圏での評価も高く、英語アニメニュースサイトのAnime Trendingが一般投票によって選出する第9回（2022年）Anime of the Year（AOTY）で、大賞、脚色賞、エピソード賞（第8話）、サウンドトラック賞、キャスト賞（青山吉能、鈴代紗弓、水野朔、長谷川育美）、コメディアニメ賞、音楽アニメ賞、日常（Slice-of-Life）アニメ賞の8部門に選ばれ、2015年にAOTYが始まって以来の同時受賞最多記録を立てた。このほかにも複数のアニメ賞、音楽関係の賞を受賞したほか（下記参照）、全国楽器協会が主催し、全国の楽器店員の投票等で決定される「楽器店大賞2023」では本作を作品部門の大賞に、また、後藤ひとりが作中で購入したギターのベースモデルとなったYamaha PACIFICA611VFMをギター部門の大賞に、廣井きくりが使用しているベースのモデルとなったYamaha TRB/TRBXシリーズをベース部門の2位にそれぞれ選出し、2023年10月23日に表彰式が行われた。

### 受賞とノミネート
| 年   | 賞                                    | 部門                                   | 候補                                                           | 結果       | 出典    |
| ---- | ------------------------------------- | -------------------------------------- | -------------------------------------------------------------- | ---------- | ------- |
| 2022 | 令和4年アニソン大賞                   | 作詞賞                                 | あのバンド（樋口愛）                                           | ノミネート | [ 104 ] |
| 2022 | 令和4年アニソン大賞                   | 編曲賞                                 | 青春コンプレックス（三井律郎）                                 | ノミネート | [ 104 ] |
| 2023 | 第9回 Anime Trending Awards           | Anime of the Year                      | ぼっち・ざ・ろっく！（CloverWorks）                            | 受賞       | [ 8 ]   |
| 2023 | 第9回 Anime Trending Awards           | Girl of the Year                       | 後藤ひとり                                                     | 2          | [ 8 ]   |
| 2023 | 第9回 Anime Trending Awards           | Girl of the Year                       | 伊地知虹夏                                                     | 9          | [ 8 ]   |
| 2023 | 第9回 Anime Trending Awards           | Supporting Girl of the Year            | 廣井きくり                                                     | 4          | [ 8 ]   |
| 2023 | 第9回 Anime Trending Awards           | Best in Adapted Screenplay             | 吉田恵里香                                                     | 受賞       | [ 8 ]   |
| 2023 | 第9回 Anime Trending Awards           | Best in Animation                      | けろりら                                                       | 2          | [ 8 ]   |
| 2023 | 第9回 Anime Trending Awards           | Best in Character Design               | けろりら                                                       | 3          | [ 8 ]   |
| 2023 | 第9回 Anime Trending Awards           | Episode Directing and Storyboard       | 第8話「ぼっち・ざ・ろっく」（瀬尾健、川上雄介、斎藤圭一郎）    | 受賞       | [ 8 ]   |
| 2023 | 第9回 Anime Trending Awards           | Best in Sceneries and Visuals          | 守安靖尚、横田明日香、金森つばさ                               | 5          | [ 8 ]   |
| 2023 | 第9回 Anime Trending Awards           | Best in Soundtrack                     | 菊谷知樹                                                       | 受賞       | [ 8 ]   |
| 2023 | 第9回 Anime Trending Awards           | Best in Voice Cast                     | 青山吉能、鈴代紗弓、水野朔、長谷川育美                         | 受賞       | [ 8 ]   |
| 2023 | 第9回 Anime Trending Awards           | Comedy Anime of the Year               | ぼっち・ざ・ろっく！                                           | 受賞       | [ 8 ]   |
| 2023 | 第9回 Anime Trending Awards           | Music Anime of the Year                | ぼっち・ざ・ろっく！                                           | 受賞       | [ 8 ]   |
| 2023 | 第9回 Anime Trending Awards           | Slice-of-Life Anime of the Year        | ぼっち・ざ・ろっく！                                           | 受賞       | [ 8 ]   |
| 2023 | 第8回アニラジアワード                 | 最優秀ラジオ大賞                       | ぼっち・ざ・らじお！                                           | 受賞       | [ 85 ]  |
| 2023 | 第8回アニラジアワード                 | 最優秀女性ラジオ賞                     | ぼっち・ざ・らじお！                                           | 受賞       | [ 85 ]  |
| 2023 | 第8回アニラジアワード                 | 大笑いラジオ賞                         | ぼっち・ざ・らじお！                                           | 受賞       | [ 85 ]  |
| 2023 | 第8回アニラジアワード                 | 癒しラジオ賞                           | ぼっち・ざ・らじお！                                           | ノミネート | [ 85 ]  |
| 2023 | 第8回アニラジアワード                 | 企画ラジオ賞                           | ぼっち・ざ・らじお！                                           | ノミネート | [ 85 ]  |
| 2023 | Japan Expo Awards                     | Daruma for Best Soundtrack             | ぼっち・ざ・ろっく！                                           | 受賞       | [ 105 ] |
| 2023 | 楽器店大賞2023                        | 作品部門                               | ぼっち・ざ・ろっく！                                           | 受賞       | [ 103 ] |
| 2023 | 楽器店大賞2023                        | ギター部門                             | Yamaha PACIFICA611VFM（後藤ひとりのギターのモデル）            | 受賞       | [ 103 ] |
| 2023 | 楽器店大賞2023                        | ギター部門                             | Epiphone / Les Paul Custom/Ebony（後藤ひとりのギターのモデル） | 3          | [ 103 ] |
| 2023 | 楽器店大賞2023                        | ベース部門                             | Yamaha TRB/TRBXシリーズ（廣井きくりのギターのモデル）          | 2          | [ 103 ] |
| 2023 | IGN Awards                            | Best Anime Series                      | ぼっち・ざ・ろっく！                                           | Runner-Up  | [ 106 ] |
| 2023 | あなたが選ぶdアニメストアアワード2022 | オススメしたいアニメ                   | ぼっち・ざ・ろっく！                                           | 1          | [ 107 ] |
| 2023 | あなたが選ぶdアニメストアアワード2022 | 展開が気になったアニメ                 | ぼっち・ざ・ろっく！                                           | 3          | [ 107 ] |
| 2023 | あなたが選ぶdアニメストアアワード2022 | ストーリーが良かったアニメ             | ぼっち・ざ・ろっく！                                           | 2          | [ 107 ] |
| 2023 | あなたが選ぶdアニメストアアワード2022 | アツかったアニメ                       | ぼっち・ざ・ろっく！                                           | 1          | [ 107 ] |
| 2023 | あなたが選ぶdアニメストアアワード2022 | キュンキュンしたアニメ                 | ぼっち・ざ・ろっく！                                           | 4          | [ 107 ] |
| 2023 | ニュータイプアニメアワード2022-2023   | キャラクターデザイン賞                 | けろりら                                                       | 2          | [ 108 ] |
| 2023 | ニュータイプアニメアワード2022-2023   | キャラクター賞（女性）                 | 後藤ひとり                                                     | 3          | [ 108 ] |
| 2023 | ニュータイプアニメアワード2022-2023   | サウンド（劇伴）賞                     | 菊谷知樹                                                       | 3          | [ 108 ] |
| 2023 | ニュータイプアニメアワード2022-2023   | メカ・プロップデザイン賞               | ぼっち・ざ・ろっく！                                           | 2          | [ 108 ] |
| 2023 | ニュータイプアニメアワード2022-2023   | 監督賞                                 | 斎藤圭一郎                                                     | 受賞       | [ 108 ] |
| 2023 | ニュータイプアニメアワード2022-2023   | 脚本賞                                 | 吉田恵里香                                                     | 6          | [ 108 ] |
| 2023 | ニュータイプアニメアワード2022-2023   | 作品賞（TV・配信作品）                 | ぼっち・ざ・ろっく！                                           | 受賞       | [ 108 ] |
| 2024 | クランチロール・アニメアワード2024    | アニメ・オブ・ザ・イヤー               | ぼっち・ざ・ろっく！                                           | ノミネート | [ 109 ] |
| 2024 | クランチロール・アニメアワード2024    | 最優秀新シリーズ賞                     | ぼっち・ざ・ろっく！                                           | ノミネート | [ 109 ] |
| 2024 | クランチロール・アニメアワード2024    | 最優秀日常系作品賞                     | ぼっち・ざ・ろっく！                                           | 受賞       | [ 109 ] |
| 2024 | クランチロール・アニメアワード2024    | 最優秀作曲賞                           | ぼっち・ざ・ろっく！                                           | ノミネート | [ 109 ] |
| 2024 | クランチロール・アニメアワード2024    | 最優秀監督賞                           | 斎藤圭一郎                                                     | ノミネート | [ 109 ] |
| 2024 | クランチロール・アニメアワード2024    | 最優秀主演キャラクター賞               | 後藤ひとり                                                     | ノミネート | [ 109 ] |
| 2024 | クランチロール・アニメアワード2024    | 「何があっても守りたい」キャラクター賞 | 後藤ひとり                                                     | ノミネート | [ 109 ] |
| 2024 | クランチロール・アニメアワード2024    | 最優秀コメディ作品賞                   | ぼっち・ざ・ろっく！                                           | ノミネート | [ 109 ] |
| 2024 | クランチロール・アニメアワード2024    | 最優秀声優賞（日本語）                 | 青山吉能                                                       | ノミネート | [ 109 ] |

## エピソードリスト
サブタイトルのうち、作品タイトルを冠している第8話以外は「ASIAN KUNG-FU GENERATION」の曲名がモチーフとなっている。
| 話数 | サブタイトル             | 絵コンテ                            | 演出                                | 作画監督                                            | サブタイトル引用元     | 初放送日       |
| --- | ------------------------ | ----------------------------------- | ----------------------------------- | --------------------------------------------------- | ---------------------- | -------------- |
| #01 | 転がるぼっち             | 斎藤圭一郎                          | 斎藤圭一郎                          | けろりら                                            | 転がる岩、君に朝が降る | 2022年 10月8日 |
| 後藤ひとりはテレビ番組をきっかけにバンドに憧れ、父親からギターを借りて没頭し、動画投稿サイトにて「ギターヒーロー」の名で評判になるほどのギタリストとなる。しかし極度の人見知りでコミュ障だったため、憧れのバンドを組むどころか友達すら作れず中学を卒業する。高校に入学して1ヶ月経っても、ひとりは相変わらず友達ができずにいた。だがライブ直前に逃げ出したギタリストの代わりとなるサポートギターを探していたドラマー伊地知虹夏によって半強制的にライブハウス「STARRY」に連れていかれ、ベーシストの山田リョウに“ぼっち”というニックネームを付けられ、2人と共にライブに出ることになった。セッションや人前での演奏に慣れていなかったため実力を発揮できなかったひとりだが、改めて虹夏に誘われ、そのまま彼女たちのバンド「結束バンド」へ加入する。                                                                         |                          |                                     |                                     |                                                     |                        |                |
| #02 | また明日                 | 斎藤圭一郎                          | 藤原佳幸                            | 助川裕彦                                            | それでは、また明日     | 10月15日       |
| バンド活動費を捻出するため、ひとりは虹夏の姉である伊地知星歌が経営するSTARRYにて虹夏、リョウとともにアルバイトすることになる。人見知りとコミュ障によりうまく接客ができないひとりだが、虹夏がライブハウスに抱く思いなどを聞き、少しずつSTARRYでのアルバイトをこなしていく。 |                          |                                     |                                     |                                                     |                        |                |
| #03 | 馳せサンズ               | 山本ゆうすけ                        | 山本ゆうすけ                        | 中村颯                                              | 長谷サンズ             | 10月22日       |
| ひとりは、同じ学校の同級生である喜多郁代は歌が上手で、以前バンドにいてギターもやっていたと耳にする。虹夏が結束バンドのギターボーカルを探していたため、ひとりはコミュ障を発動させながらも喜多をバンドに誘う。喜多は実際にはギターが弾けないことを明かすが、ギターを教えてほしいと言い出してひとりについてくる。一方で彼女こそ、憧れのリョウに近づきたいがためにギターが弾けないことを隠して結束バンドに加入し、結局初ライブ直前に逃げ出した人物だった。喜多は虹夏達に謝罪して去ろうとするが、喜多が秘かにギターの練習を重ねていたことに気づいたひとりは彼女を引き留める。虹夏も改めて喜多を誘い、喜多は結束バンドに再加入する。喜多はひとりからギターを教わりはじめる。 |                          |                                     |                                     |                                                     |                        |                |
| #04 | ジャンピングガール（ズ） | 刈谷暢秀                            | 刈谷暢秀                            | まりんぐ・そんぐ けろりら [ 111 ]                   | ダンシングガール       | 10月29日       |
| ひとりは結束バンドオリジナル曲の作詞を引き受けるが、明るく社交的な喜多が歌うのに似合った歌詞を作ろうとして難航する。そんな中でひとりは他のメンバーと共に虹夏に呼び出され、アーティスト写真を撮影するスポットを求めて、下北沢の街中を散策する。撮影が終わって解散したあと、ひとりは作詞のことを思い出してリョウに再度声をかける。ひとりの歌詞を見たリョウは、以前自分がいたバンドが売れ線の歌詞を狙って本来の方向性を見失い、嫌になって脱退したことを打ち明け、余計なことを考えずひとりの好きなように書けばいいとアドバイスする。その結果できたのはひとりの性格を反映した暗い歌詞だったが、バンドメンバーには好評で受け入れられる。 |                          |                                     |                                     |                                                     |                        |                |
| #05 | 飛べない魚               | 川上雄介                            | 川上雄介                            | 高橋沙妃                                            | 飛べない魚             | 11月5日        |
| リョウによる作曲も終わって結束バンドのオリジナル曲が完成した。だが星歌は、STARRYでライブするにはオーディションに合格することを求める。オーディションに向けて練習する中、虹夏が話した「何のためにバンドをやるのか」ということなどを自問しつつオーディション当日を迎えたひとりは「自分だけではなくバンドメンバー4人で有名になりたい」という思いをオーディションの演奏にぶつけ、「ギターヒーロー」としてのギターの腕前の片鱗を見せる。その結果結束バンドは星歌のオーディションに合格し、無事STARRYでのライブに出られるようになる。 |                          |                                     |                                     |                                                     |                        |                |
| #06 | 八景                     | 藤原佳幸 川上雄介（ライブ） [ 112 ] | 藤原佳幸 川上雄介（ライブ） [ 112 ] | けろりら 冨田真理 [ 112 ]                           | 八景                   | 11月12日       |
| ライブチケットを売ることを求められたひとりだが、友達がいない彼女にとっては難題だった。一応ライブのビラは作ったものの他人に接するのが怖くて配れずにいたところ、目の前に酔っぱらった女性が倒れこみ、つい助ける。その女性・廣井きくりもバンドマンで、ひとりの事情を知ると自らの経験を重ねて同情する。そして自分と今から路上ライブをやって人を集めて売ればいいと言いだす。見知らぬ人の前で演奏することを恐れていたひとりだったが、観客は“敵”ではないと、きくりはひとりに諭す。そして人々が自分の演奏に興味をもって立ち止まってくれたことに気がつき、演奏をやりぬく。結果、路上ライブの観客2名ときくりがチケットを買ってくれた。 |                          |                                     |                                     |                                                     |                        |                |
| #07 | 君の家まで               | アマタジャンチキ                    | 篠原啓輔                            | けろりら Park Se Young 石田一将 川妻智美 [ 112 ]    | 君の街まで             | 11月19日       |
| ライブ用のバンドTシャツのデザインを決めることを目的として、虹夏と喜多がひとりの家を訪れる。初めて友人が自宅を訪れることになったひとりは舞い上がって空回りし、さらにひとりの家族のほうが虹夏と喜多にすっかり馴染んだうえ、結局デザインは決まらなかった。だが後日虹夏がデザインを完成させてTシャツが出来上がり、ライブ当日を迎える。ところが予報に反して台風が直撃してしまう。 |                          |                                     |                                     |                                                     |                        |                |
| #08 | ぼっち・ざ・ろっく       | 斎藤圭一郎                          | 瀬尾健 川上雄介（ライブ） [ 112 ]   | けろりら Franziska van Wulfen TOMATO [ 112 ]        | -                      | 11月26日       |
| 多くの人が台風で来られなくなり、きくりや路上ライブの時にチケットを買ってくれたファンなど、わずかな人たちがSTARRYを訪れただけで、しかもきくりたち以外の客は結束バンドに興味がない。そんなガラガラの客席を見た結束バンドのメンバーは心を乱され、いつもの演奏ができない。だがひとりは「このままじゃ嫌だ！」と非常に高テクニックなギターソロをアドリブで弾き、引っ張られるように他のバンドメンバーも演奏を再開、どんどん調子を上げ、無関心だった客をも惹きつける。ライブ終了後の打ち上げ中にひとりは虹歌から、ひとりと「ギターヒーロー」が同一人物だと気づいたと明かされ、さらに“自分のためにSTARRYを作った星歌のため、結束バンドでSTARRYをもっと有名にする”という彼女の夢を打ち明けられる。その夢もひとりがいれば実現できる、そのために「ぼっちちゃんのロック、“ぼっち・ざ・ろっく”」をもっと聞かせて欲しいと言われる。 |                          |                                     |                                     |                                                     |                        |                |
| #09 | 江ノ島エスカー           | 平峯義大                            | 平峯義大                            | 伊藤弘樹                                            | 江ノ島エスカー         | 12月3日        |
| 夏休み最終日、結束バンドのメンバーはSTARRYでのアルバイトに出ていたが、皆でひとりの様子がおかしいと話していた。さらに星歌の話から、ひとりはバンドメンバーのために夏休みの予定をあけていたものの、バイトとバンド練習をするだけで、夏休み中に誰もひとりと遊んでいなかったということが発覚。そこで虹夏達はひとりを江ノ島に連れて行き、皆で観光する。 |                          |                                     |                                     |                                                     |                        |                |
| #10 | アフターダーク           | 川上雄介                            | 川上雄介 藤原佳幸 [ 113 ]           | けろりら きーくん 高橋沙妃 まりんぐ・そんぐ [ 113 ] | アフターダーク         | 12月10日       |
| ひとりの学校では、文化祭での個人ステージ出演者を募集していた。結束バンドで出場すれば人気者になれるのではという邪念からひとりは申込書を提出しかけるが、失敗したときのことなどを考えて思いとどまる。この話を聞いた虹夏とリョウは文化祭ステージに乗り気だったが、判断はひとりに任せてくる。結局参加は見合わせようとしたひとりだったが、喜多が勝手に申し込んでしまった。ひとりはショックで茫然自失になるが、きくりのバンドのライブに招待され、またきくりの体験談などを聞いてやる気になる。ひとりに罪悪感を抱いて謝罪する喜多にも、背中を押してもらったことへの感謝を伝える。 |                          |                                     |                                     |                                                     |                        |                |
| #11 | 十二進法の夕景           | 山本ゆうすけ                        | 山本ゆうすけ                        | 助川裕彦                                            | 十二進法の夕景         | 12月17日       |
| 結束バンドのステージを翌日に控えた文化祭1日目、虹夏とリョウはひとりと喜多の高校へ遊びに来る。虹夏たちがひとりのクラスの出し物であるメイド執事喫茶を見に行くと、ひとりはメイド服を着せられた恥ずかしさのあまり逃亡していた。虹夏とリョウは喜多と合流して共にひとりを探し出しクラスへと連れ戻る。その道中で皆は文化祭を満喫する。さらに喜多たちはメイド執事喫茶にも店員として飛び入り参加して皆の人気を集め、ひとりのクラスメイト達もライブを見に行くと約束してくれる。そして翌日の文化祭2日目、結束バンドのステージの幕が上がる。 |                          |                                     |                                     |                                                     |                        |                |
| #12 | 君に朝が降る             | 斎藤圭一郎                          | 斎藤圭一郎                          | けろりら                                            | 転がる岩、君に朝が降る | 12月24日       |
| 文化祭ステージでの演奏が始まるが、ひとりは自分のギターに異常を感じる。やがてギターの弦が切れ、さらに故障してチューニングも調整できなくなってしまう。だが喜多たちはアドリブ演奏で時間を稼ぎ、その間にひとりは、きくりが持ち込んだ酒のカップを使ってボトルネック奏法を行い切り抜ける。大いに盛り上がる観客に応えさせようとして喜多がひとりにマイクを向けると、ひとりは観客に受け止めてもらおうとステージからダイブした。だが誰にも受け止められずひとりは床に激突し、演奏よりもダイブのほうが観客の印象に残ってしまった。自宅で、ひとりは借りていたギターを壊したことを父に謝罪するが、父はひとりが「ギターヒーロー」として公開していた動画に広告をつけていたことを明かして収益をひとりに渡す。ひとりはバンドメンバーと共に御茶ノ水に行って、父の勧めに従い新しいギターを購入する。                                     |                          |                                     |                                     |                                                     |                        |                |

## 放送局
| 放送期間                                                                                              | 放送時間                     | 放送局       | 対象地域   | 備考                               |
| --- | ---------------------------- | ------------ | ---------- | ---------------------------------- |
| 2022年10月9日 - 12月25日                                                                              | 日曜 0:00 - 0:30（土曜深夜） | TOKYO MX     | 東京都     | 舞台地                             |
| |                              | とちぎテレビ | 栃木県     |                                    |
| |                              | 群馬テレビ   | 群馬県     |                                    |
| |                              | BS11         | 日本全域   | BS放送 / 『ANIME+』枠              |
| | 日曜 1:28 - 1:58（土曜深夜） | 宮崎放送     | 宮崎県     | 作者の出身地                       |
| | 日曜 3:08 - 3:38（土曜深夜） | 毎日放送     | 近畿広域圏 | 『アニメシャワー』第3部            |
| 2022年10月10日 - 12月26日                                                                             | 月曜 22:30 - 23:00           | AT-X         | 日本全域   | CS放送 / 字幕放送 リピート放送あり |
| 2022年10月14日 - 12月30日                                                                             | 金曜 3:00 - 3:30（木曜深夜） | RKB毎日放送  | 福岡県     |                                    |
| 本放送前週には放送直前特番『ぼっち・ざ・ろっく！ ＃宇宙＃日本＃下北沢』がTOKYO MXほかにて放送された。 |                              |              |            |                                    |

| 配信開始日     | 配信時間                     | 配信サイト |
| -------------- | ---------------------------- | --- |
| 2022年10月9日  | 日曜 0:00 - 0:30（土曜深夜） | ABEMA |
| 2022年10月11日 | 火曜 12:00 更新              | Netflix dアニメストア （本店・for Prime Video・ニコニコ支店） U-NEXT アニメ放題 Amazon Prime Video バンダイチャンネル Hulu ひかりTV FOD GYAO! ニコニコチャンネル WOWOWオンデマンド ビデオマーケット music.jp GYAO!ストア |
|                | 火曜 22:30 - 23:00           | ニコニコ生放送 |
| 2022年10月12日 | 水曜 0:00（火曜深夜） 更新   | TELASA J:COMオンデマンド みるプラス auスマートパスプレミアム |

## 関連商品

### BD / DVD
| 巻 | 発売日         | 収録話          | 規格品番      | 規格品番      |
| 巻 | 発売日         | 収録話          | BD限定版      | DVD限定版     |
| -- | -------------- | --------------- | ------------- | ------------- |
| 1  | 2022年12月28日 | 第1話 - 第2話   | ANZX-16341/2  | ANZB-16341/2  |
| 2  | 2023年1月25日  | 第3話 - 第4話   | ANZX-16343/4  | ANZB-16343/4  |
| 3  | 2023年2月22日  | 第5話 - 第6話   | ANZX-16345/6  | ANZB-16345/6  |
| 4  | 2023年3月22日  | 第7話 - 第8話   | ANZX-16347/8  | ANZB-16347/8  |
| 5  | 2023年4月26日  | 第9話 - 第10話  | ANZX-16349/50 | ANZB-16349/50 |
| 6  | 2023年5月24日  | 第11話 - 第12話 | ANZX-16351/2  | ANZB-16351/2  |

### 音楽関連商品

#### サウンドトラック
| 発売日                                                        | タイトル                                                   | 規格品番 媒体 | 収録内容 | 備考                                                             |
| ------------------------------------------------------------- | ---------------------------------------------------------- | ------------- | --- | ---------------------------------------------------------------- |
| 2024年6月9日                                                  | TVアニメ「ぼっち・ざ・ろっく！」オリジナルサウンドトラック | 配信限定      | \| 全作曲: 菊谷知樹。 歌唱: 後藤ひとり(声:青山吉能)(#25 - #30)。 \| \| \| \| \| \| # \| タイトル \| 作詞 \| 作曲・編曲 \| 時間 \| \| 1. \| 「ふらふら」 \| \| 菊谷知樹 \| 1:37 \| \| 2. \| 「来世でがんばります」 \| \| 菊谷知樹 \| 0:45 \| \| 3. \| 「社会が怖い」 \| \| 菊谷知樹 \| 1:07 \| \| 4. \| 「もうダメだ......」 \| \| 菊谷知樹 \| 1:33 \| \| 5. \| 「ぺっぺけぺー」 \| \| 菊谷知樹 \| 2:10 \| \| 6. \| 「案外いけるかも!?」 \| \| 菊谷知樹 \| 1:06 \| \| 7. \| 「今日は帰ります」 \| \| 菊谷知樹 \| 1:06 \| \| 8. \| 「あ、あの......」 \| \| 菊谷知樹 \| 1:00 \| \| 9. \| 「魔境」 \| \| 菊谷知樹 \| 1:09 \| \| 10. \| 「炎のろっく「乙」」 \| \| 菊谷知樹 \| 1:07 \| \| 11. \| 「炎のろっく「突」」 \| \| 菊谷知樹 \| 1:21 \| \| 12. \| 「だいじょうぶかな......?」 \| \| 菊谷知樹 \| 1:37 \| \| 13. \| 「無敵のギターヒーロー」 \| \| 菊谷知樹 \| 1:08 \| \| 14. \| 「うんばっは！」 \| \| 菊谷知樹 \| 1:22 \| \| 15. \| 「き、きまずい」 \| \| 菊谷知樹 \| 1:09 \| \| 16. \| 「ノルマ」 \| \| 菊谷知樹 \| 1:10 \| \| 17. \| 「よくわからない」 \| \| 菊谷知樹 \| 0:59 \| \| 18. \| 「なんだかとても眠いんだ」 \| \| 菊谷知樹 \| 1:19 \| \| 19. \| 「陰キャの果て」 \| \| 菊谷知樹 \| 1:07 \| \| 20. \| 「努力はしました」 \| \| 菊谷知樹 \| 1:09 \| \| 21. \| 「今日も勤労」 \| \| 菊谷知樹 \| 0:44 \| \| 22. \| 「逃げたい逃げたい」 \| \| 菊谷知樹 \| 0:47 \| \| 23. \| 「嫌ぁああああ」 \| \| 菊谷知樹 \| 1:03 \| \| 24. \| 「殻」 \| \| 菊谷知樹 \| 1:40 \| \| 25. \| 「押入れより愛を込めて」 \| \| 菊谷知樹 \| 0:49 \| \| 26. \| 「風邪ひけの唄」 \| \| 菊谷知樹 \| 0:16 \| \| 27. \| 「カクテルの唄」 \| \| 菊谷知樹 \| 0:27 \| \| 28. \| 「ダブル黒歴史ぼっち弾き語りversion」 \| \| 菊谷知樹 \| 0:36 \| \| 29. \| 「その日入った新人より使えないダメバイトのエレジー」 \| \| 菊谷知樹 \| 0:28 \| \| 30. \| 「ギターは友達」 \| \| 菊谷知樹 \| 0:18 \| \| 31. \| 「胞子の舞」 \| \| 菊谷知樹 \| 1:26 \| \| 32. \| 「ギタ男のよくわかるひとり講座」 \| \| 菊谷知樹 \| 0:34 \| \| 33. \| 「トロピカルラブフォーエバー」 \| \| 菊谷知樹 \| 1:11 \| \| 34. \| 「ギタ男の前回までのあらすじ」 \| \| 菊谷知樹 \| 1:00 \| \| 35. \| 「うきうき現実世界」 \| \| 菊谷知樹 \| 2:05 \| \| 36. \| 「下北沢は良い所」 \| \| 菊谷知樹 \| 1:49 \| \| 37. \| 「ひとり好き」 \| \| 菊谷知樹 \| 1:44 \| \| 38. \| 「私なんか」 \| \| 菊谷知樹 \| 1:44 \| \| 39. \| 「あ、ありがとうございます」 \| \| 菊谷知樹 \| 1:33 \| \| 40. \| 「1000歩くらい前進」 \| \| 菊谷知樹 \| 1:42 \| \| 41. \| 「江の島の思い出」 \| \| 菊谷知樹 \| 1:33 \| \| 42. \| 「限界決壊」 \| \| 菊谷知樹 \| 2:06 \| \| 43. \| 「みんなとなら」 \| \| 菊谷知樹 \| 2:06 \| \| 44. \| 「夢」 \| \| 菊谷知樹 \| 2:07 \| \| 45. \| 「やさしいな......」 \| \| 菊谷知樹 \| 1:17 \| \| 46. \| 「憧れの」 \| \| 菊谷知樹 \| 2:01 \| \| 47. \| 「陰キャでごめんなさい」 \| \| 菊谷知樹 \| 1:55 \| \| 48. \| 「しっかり結束バンド」 \| \| 菊谷知樹 \| 3:09 \| \| 49. \| 「結束しないバンド」 \| \| 菊谷知樹 \| 2:05 \| \| 50. \| 「ゆるめの結束バンド」 \| \| 菊谷知樹 \| 2:10 \| \| 51. \| 「ほのぼの結束バンド」 \| \| 菊谷知樹 \| 2:04 \| \| 52. \| 「ガンガン結束バンド」 \| \| 菊谷知樹 \| 2:16 \| \| 53. \| 「見てください!」 \| \| 菊谷知樹 \| 0:07 \| \| 合計時間: \| 合計時間: \| 71:53 \| \| \| | アニメBD/DVD第1巻～第2巻特典のCDに収録されていた劇伴全53曲を配信 |
|                                                               |                                                            |               | |                                                                  |
| 全作曲: 菊谷知樹。 歌唱: 後藤ひとり(声:青山吉能)(#25 - #30)。 |                                                            |               | |                                                                  |
| #                                                             | タイトル                                                   | 作詞          | 作曲・編曲 | 時間                                                             |
| 1.                                                            | 「ふらふら」                                               |               | 菊谷知樹 | 1:37                                                             |
| 2.                                                            | 「来世でがんばります」                                     |               | 菊谷知樹 | 0:45                                                             |
| 3.                                                            | 「社会が怖い」                                             |               | 菊谷知樹 | 1:07                                                             |
| 4.                                                            | 「もうダメだ......」                                       |               | 菊谷知樹 | 1:33                                                             |
| 5.                                                            | 「ぺっぺけぺー」                                           |               | 菊谷知樹 | 2:10                                                             |
| 6.                                                            | 「案外いけるかも!?」                                       |               | 菊谷知樹 | 1:06                                                             |
| 7.                                                            | 「今日は帰ります」                                         |               | 菊谷知樹 | 1:06                                                             |
| 8.                                                            | 「あ、あの......」                                         |               | 菊谷知樹 | 1:00                                                             |
| 9.                                                            | 「魔境」                                                   |               | 菊谷知樹 | 1:09                                                             |
| 10.                                                           | 「炎のろっく「乙」」                                       |               | 菊谷知樹 | 1:07                                                             |
| 11.                                                           | 「炎のろっく「突」」                                       |               | 菊谷知樹 | 1:21                                                             |
| 12.                                                           | 「だいじょうぶかな......?」                                |               | 菊谷知樹 | 1:37                                                             |
| 13.                                                           | 「無敵のギターヒーロー」                                   |               | 菊谷知樹 | 1:08                                                             |
| 14.                                                           | 「うんばっは！」                                           |               | 菊谷知樹 | 1:22                                                             |
| 15.                                                           | 「き、きまずい」                                           |               | 菊谷知樹 | 1:09                                                             |
| 16.                                                           | 「ノルマ」                                                 |               | 菊谷知樹 | 1:10                                                             |
| 17.                                                           | 「よくわからない」                                         |               | 菊谷知樹 | 0:59                                                             |
| 18.                                                           | 「なんだかとても眠いんだ」                                 |               | 菊谷知樹 | 1:19                                                             |
| 19.                                                           | 「陰キャの果て」                                           |               | 菊谷知樹 | 1:07                                                             |
| 20.                                                           | 「努力はしました」                                         |               | 菊谷知樹 | 1:09                                                             |
| 21.                                                           | 「今日も勤労」                                             |               | 菊谷知樹 | 0:44                                                             |
| 22.                                                           | 「逃げたい逃げたい」                                       |               | 菊谷知樹 | 0:47                                                             |
| 23.                                                           | 「嫌ぁああああ」                                           |               | 菊谷知樹 | 1:03                                                             |
| 24.                                                           | 「殻」                                                     |               | 菊谷知樹 | 1:40                                                             |
| 25.                                                           | 「押入れより愛を込めて」                                   |               | 菊谷知樹 | 0:49                                                             |
| 26.                                                           | 「風邪ひけの唄」                                           |               | 菊谷知樹 | 0:16                                                             |
| 27.                                                           | 「カクテルの唄」                                           |               | 菊谷知樹 | 0:27                                                             |
| 28.                                                           | 「ダブル黒歴史ぼっち弾き語りversion」                      |               | 菊谷知樹 | 0:36                                                             |
| 29.                                                           | 「その日入った新人より使えないダメバイトのエレジー」       |               | 菊谷知樹 | 0:28                                                             |
| 30.                                                           | 「ギターは友達」                                           |               | 菊谷知樹 | 0:18                                                             |
| 31.                                                           | 「胞子の舞」                                               |               | 菊谷知樹 | 1:26                                                             |
| 32.                                                           | 「ギタ男のよくわかるひとり講座」                           |               | 菊谷知樹 | 0:34                                                             |
| 33.                                                           | 「トロピカルラブフォーエバー」                             |               | 菊谷知樹 | 1:11                                                             |
| 34.                                                           | 「ギタ男の前回までのあらすじ」                             |               | 菊谷知樹 | 1:00                                                             |
| 35.                                                           | 「うきうき現実世界」                                       |               | 菊谷知樹 | 2:05                                                             |
| 36.                                                           | 「下北沢は良い所」                                         |               | 菊谷知樹 | 1:49                                                             |
| 37.                                                           | 「ひとり好き」                                             |               | 菊谷知樹 | 1:44                                                             |
| 38.                                                           | 「私なんか」                                               |               | 菊谷知樹 | 1:44                                                             |
| 39.                                                           | 「あ、ありがとうございます」                               |               | 菊谷知樹 | 1:33                                                             |
| 40.                                                           | 「1000歩くらい前進」                                       |               | 菊谷知樹 | 1:42                                                             |
| 41.                                                           | 「江の島の思い出」                                         |               | 菊谷知樹 | 1:33                                                             |
| 42.                                                           | 「限界決壊」                                               |               | 菊谷知樹 | 2:06                                                             |
| 43.                                                           | 「みんなとなら」                                           |               | 菊谷知樹 | 2:06                                                             |
| 44.                                                           | 「夢」                                                     |               | 菊谷知樹 | 2:07                                                             |
| 45.                                                           | 「やさしいな......」                                       |               | 菊谷知樹 | 1:17                                                             |
| 46.                                                           | 「憧れの」                                                 |               | 菊谷知樹 | 2:01                                                             |
| 47.                                                           | 「陰キャでごめんなさい」                                   |               | 菊谷知樹 | 1:55                                                             |
| 48.                                                           | 「しっかり結束バンド」                                     |               | 菊谷知樹 | 3:09                                                             |
| 49.                                                           | 「結束しないバンド」                                       |               | 菊谷知樹 | 2:05                                                             |
| 50.                                                           | 「ゆるめの結束バンド」                                     |               | 菊谷知樹 | 2:10                                                             |
| 51.                                                           | 「ほのぼの結束バンド」                                     |               | 菊谷知樹 | 2:04                                                             |
| 52.                                                           | 「ガンガン結束バンド」                                     |               | 菊谷知樹 | 2:16                                                             |
| 53.                                                           | 「見てください!」                                          |               | 菊谷知樹 | 0:07                                                             |
| 合計時間:                                                     | 合計時間:                                                  | 71:53         | |                                                                  |

## 劇場総集編
2024年6月7日より劇場総集編の前編『劇場総集編ぼっち・ざ・ろっく！ Re:（げきじょうそうしゅうへんぼっちざろっく アールイー）』が、同年8月9日より後編『劇場総集編ぼっち・ざ・ろっく！ Re:Re:（げきじょうそうしゅうへんぼっちざろっく アールイーアールイー）』が公開された。
前編は、メジャー作品に比べて少ない国内132館からの公開開始かつ、完全新作ではない総集編であるにもかかわらず、公開開始6月7日から9日までの週末3日間で累計動員数14万113人、累計興行収入2億1847万888円と、週末興行収入・動員ランキングで1位となるという異例の好成績を上げた。後編も公開初日からの4日間で観客動員16万6000人、興行収入2億5000万円突破と、動員数及び興行収入で前編を超えるスタートとなった。最終的な興行収入は、前編が6億4000万円、後編が5億9000万円。
日本国外でも、韓国、台湾、香港、マカオ、フィリピン、シンガポール、マレーシア、インドネシア、北米、フランスでの上映が予定されている。
前編および後編公開時の各週末に、メインキャスト4人を中心にした舞台挨拶が日本各地で実施されたが、7月20日、21日に韓国・ソウルでもキャスト4人による舞台挨拶が行われた。8月24日には台湾・台北でリョウ役の水野朔による舞台挨拶を実施。

### スタッフ（劇場総集編）
| 原作                             | はまじあき             |
| 監督                             | 斎藤圭一郎             |
| シリーズ構成・脚本               | 吉田恵里香             |
| キャラクターデザイン・総作画監督 | けろりら               |
| 副監督                           | 山本ゆうすけ           |
| ライブディレクター               | 川上雄介               |
| ライブアニメーター               | 伊藤優希               |
| プロップデザイン                 | 永木歩美               |
| 2Dワークス                       | 梅木葵                 |
| 色彩設計                         | 横田明日香             |
| 美術監督                         | 守安靖尚               |
| 美術設定                         | taracod                |
| 撮影監督                         | 金森つばさ             |
| CGディレクター                   | 宮地克明               |
| ライブCGディレクター             | 内田博明               |
| 編集                             | 平木大輔               |
| 音楽                             | 菊谷知樹               |
| 音響監督                         | 藤田亜紀子             |
| 音響効果                         | 八十正太               |
| 制作                             | CloverWorks            |
| 配給                             | アニプレックス         |
| 製作                             | 芳文社、アニプレックス |

### 主題歌・挿入歌（劇場総集編）
TVシリーズでも使用されていた曲は省略する。特記のない限り歌は「結束バンド」。

### オープニングテーマ
|        | 曲名             | 歌                     | 作詞   | 作曲        | 編曲     | 出典    |
| ------ | ---------------- | ---------------------- | ------ | ----------- | -------- | ------- |
| Re:    | 月並みに輝け     | 喜多郁代（長谷川育美） | 樋口愛 | 音羽-otoha- | 三井律郎 | [ 138 ] |
| Re:Re: | ドッペルゲンガー | 喜多郁代（長谷川育美） | 樋口愛 | 飛内将大    | 三井律郎 | [ 138 ] |

### エンディングテーマ
|        | 曲名                           | 歌                     | 作詞       | 作曲               | 編曲     | 備考                                   | 出典    |
| ------ | ------------------------------ | ---------------------- | ---------- | ------------------ | -------- | -------------------------------------- | ------- |
| Re:    | 今、僕、アンダーグラウンドから | 喜多郁代（長谷川育美） | 北澤ゆうほ | 北澤ゆうほ         | 三井律郎 |                                        | [ 138 ] |
| Re:Re: | Re:Re:                         | 後藤ひとり（青山吉能） | 後藤正文   | 後藤正文・山田貴洋 | 三井律郎 | ASIAN KUNG-FU GENERATIONの楽曲のカバー | [ 138 ] |

### 劇中曲
|        | 曲名                 | 歌                      | 作詞        | 作曲                         | 編曲     | 出典    |
| ------ | -------------------- | ----------------------- | ----------- | ---------------------------- | -------- | ------- |
| Re:    | ひとりぼっち東京     | 喜多郁代 （長谷川育美） | 樋口愛      | 永井正道                     | 三井律郎 | [ 139 ] |
| Re:    | ひみつ基地           | 喜多郁代 （長谷川育美） | ZAQ         | 吉岡大地                     | 三井律郎 | [ 140 ] |
| Re:Re: | 小さな海             | 喜多郁代 （長谷川育美） | 音羽-otoha- | 音羽-otoha-                  | 三井律郎 | [ 141 ] |
| Re:Re: | ラブソングが歌えない | 喜多郁代 （長谷川育美） | ZAQ         | 塚田耕平                     | 三井律郎 | [ 142 ] |
| Re:Re: | 青い春と西の空       | 喜多郁代 （長谷川育美） | 樋口愛      | 南田健吾(agehasprings Party) | 三井律郎 | [ 143 ] |

### 来場者特典
出典 - 
前編(Re:)
先着来場者特典
はまじあき描き下ろし漫画「ぼっち・ざ・ろっく！ エピグラフ1」
1週目
けろりら描き下ろしミニ色紙（4種ランダム）
2週目
スズキハルカ描き下ろし  マナー映像カット使用！ ジッパーバッグ付きステッカーセット
3週目
キャラクターケーブルホルダー 後藤ひとり・伊地知虹夏（2種ランダム）
4週目
ラバーリストバンド
5周目
ランダムミニ缶バッジ（9種＋シークレット1種）
後編(Re:Re:)
先着来場者特典
はまじあき描き下ろし漫画「ぼっち・ざ・ろっく！ エピグラフ2」
1週目
けろりら描き下ろしミニ色紙（6種ランダム）
2週目
キャラクターラバーチャーム（4種ランダム）
3週目
キャラクターケーブルホルダー 山田リョウ・喜多郁代（2種ランダム）
4週目
クリアピック風キーチャーム
5週目
承認欲求モンスター×ちびゴジラ イラストカード
6週目
SICK HACKステッカーシート
7週目
スターリーポスターステッカーセット（3種ランダム）

### BD / DVD
| タイトル                                  | 発売日        | 規格品番          | 規格品番          | 規格品番          |
| タイトル                                  | 発売日        | BD限定版          | BD通常版          | DVD限定版         |
| ----------------------------------------- | ------------- | ----------------- | ----------------- | ----------------- |
| 劇場総集編ぼっち・ざ・ろっく！ Re:/Re:Re: | 2025年2月12日 | ANZX-14064〜14066 | ANSX-14064〜14065 | ANSB-14064〜14065 |

## Webラジオ
2022年9月7日より音泉およびアニプレックスのYouTubeチャンネルにて『ぼっち・ざ・らじお！』が配信中
。メインパーソナリティはひとり役の青山。ここに虹夏役の鈴代、リョウ役の水野、喜多役の長谷川の3名が交代制パーソナリティを務める。番組の特徴として、青山がスタッフを介さず1人で進行や他のパーソナリティの呼び込みをする。第8回アニラジアワードにて最優秀ラジオ大賞、最優秀女性ラジオ賞、大笑いラジオ賞の3部門を受賞。2023年8月1日には、YouTubeにて公開している第1回配信が累計100万再生を突破したことが報告された。
| 回         | 配信日         | パーソナリティ                         | 備考 |
| ---------- | -------------- | -------------------------------------- | --- |
| 1          | 2022年9月7日   | 青山吉能                               | |
| 2          | 2022年9月21日  | 青山吉能、水野朔、長谷川育美           | 京まふ2022ステージでの公開録音 |
| 3          | 2022年10月5日  | 青山吉能、鈴代紗弓                     | テレビアニメ放送開始に伴い以降毎週更新 |
| 4          | 2022年10月12日 | 青山吉能、水野朔                       | |
| 5          | 2022年10月19日 | 青山吉能、長谷川育美                   | |
| 6          | 2022年10月26日 | 青山吉能、鈴代紗弓                     | |
| 7          | 2022年11月2日  | 青山吉能、水野朔                       | |
| 8          | 2022年11月9日  | 青山吉能、長谷川育美                   | |
| 9          | 2022年11月16日 | 青山吉能                               | |
| 10         | 2022年11月23日 | 青山吉能、鈴代紗弓                     | |
| 11         | 2022年11月30日 | 青山吉能、長谷川育美                   | |
| 12         | 2022年12月7日  | 青山吉能、水野朔                       | |
| 13         | 2022年12月14日 | 青山吉能、長谷川育美                   | |
| 14         | 2022年12月21日 | 青山吉能、鈴代紗弓                     | |
| 15         | 2022年12月28日 | 青山吉能、水野朔                       | |
| 16         | 2023年1月4日   | 青山吉能                               | 番組の継続が決定 テレビアニメ放送終了に伴い以降再び隔週更新 |
| 17         | 2023年1月18日  | 青山吉能、鈴代紗弓、水野朔、長谷川育美 | |
| 18         | 2023年2月1日   | 青山吉能、鈴代紗弓                     | |
| 19         | 2023年2月15日  | 青山吉能、水野朔                       | |
| 20         | 2023年3月1日   | 青山吉能、長谷川育美                   | |
| 21         | 2023年3月15日  | 青山吉能                               | |
| 22         | 2023年3月29日  | 青山吉能、鈴代紗弓、水野朔、長谷川育美 | 2023年3月19日開催の公開録音イベント |
| 23         | 2023年4月12日  | 青山吉能                               | 再び番組の継続が決定 |
| 24         | 2023年4月26日  | 青山吉能                               | コーナーリニューアル |
| 25         | 2023年5月10日  | 青山吉能、鈴代紗弓                     | |
| 26         | 2023年5月24日  | 青山吉能、長谷川育美                   | |
| 27         | 2023年6月7日   | 青山吉能、水野朔                       | |
| 28         | 2023年6月21日  | 青山吉能                               | |
| 29         | 2023年7月5日   | 青山吉能、鈴代紗弓                     | |
| 30         | 2023年7月19日  | 青山吉能、水野朔                       | |
| 31         | 2023年8月2日   | 青山吉能                               | |
| 32         | 2023年8月16日  | 青山吉能                               | ゲスト：内田真礼（伊地知星歌役） |
| 33         | 2023年8月30日  | 青山吉能、長谷川育美                   | |
| 34         | 2023年9月13日  | 青山吉能                               | ゲスト：千本木彩花（廣井きくり役） |
| 35         | 2023年9月27日  | 青山吉能、鈴代紗弓                     | |
| 36         | 2023年10月11日 | 青山吉能                               | ゲスト：和多田美咲（後藤ふたり役） |
| 37         | 2023年10月25日 | 青山吉能、水野朔                       | |
| 38         | 2023年11月8日  | 青山吉能                               | ゲスト：小岩井ことり（PAさん/ジミヘン役） |
| 39         | 2023年11月22日 | 青山吉能、長谷川育美                   | |
| 40         | 2023年12月6日  | 青山吉能                               | |
| 41         | 2023年12月20日 | 青山吉能、鈴代紗弓、水野朔、長谷川育美 | クリスマススペシャルとして映像付配信 |
| 42         | 2024年1月3日   | 青山吉能、水野朔                       | |
| 43         | 2024年1月17日  | 青山吉能、長谷川育美                   | |
| 44         | 2024年1月31日  | 青山吉能、鈴代紗弓                     | |
| 45         | 2024年2月14日  | 青山吉能                               | |
| 46         | 2024年2月28日  | 青山吉能、長谷川育美                   | |
| 47         | 2024年3月13日  | 青山吉能、鈴代紗弓                     | |
| 48         | 2024年3月27日  | 青山吉能、水野朔                       | |
| 49         | 2024年4月10日  | 青山吉能                               | |
| 50         | 2024年4月24日  | 青山吉能、鈴代紗弓                     | |
| 51         | 2024年5月8日   | 青山吉能、長谷川育美                   | |
| 52         | 2024年5月22日  | 青山吉能、水野朔                       | |
| 53         | 2024年6月5日   | 青山吉能                               | ディレクターの薮崎がブースに入っての収録を実験的に開始 |
| 54         | 2024年6月19日  | 青山吉能、鈴代紗弓                     | |
| 55         | 2024年7月3日   | 青山吉能、長谷川育美                   | |
| 56         | 2024年7月17日  | 青山吉能                               | |
| 57         | 2024年7月31日  | 青山吉能、鈴代紗弓、水野朔、長谷川育美 | |
| 58         | 2024年8月14日  | 青山吉能、長谷川育美                   | |
| 59         | 2024年8月28日  | 青山吉能                               | |
| 60         | 2024年9月11日  | 青山吉能、水野朔                       | |
| 61         | 2024年9月25日  | 青山吉能、長谷川育美                   | |
| 62         | 2024年10月9日  | 青山吉能                               | |
| 63         | 2024年10月23日 | 青山吉能、鈴代紗弓                     | |
| 64         | 2024年11月6日  | 青山吉能、長谷川育美                   | |
| 65         | 2024年11月20日 | 青山吉能、水野朔                       | |
| 66         | 2024年12月4日  | 青山吉能、鈴代紗弓                     | |
| 67         | 2024年12月18日 | 青山吉能                               | |
| 68         | 2024年12月25日 | 青山吉能、鈴代紗弓、水野朔、長谷川育美 | クリスマススペシャルとして映像付生配信。音泉では1月1日に配信 |
| 69         | 2025年1月15日  | 青山吉能                               | |
| 70         | 2025年1月29日  | 青山吉能、長谷川育美                   | |
| 71         | 2025年2月12日  | 青山吉能、鈴代紗弓                     | |
| 緊急特別編 | 2025年2月15日  | 青山吉能                               | ゲスト：斎藤圭一郎（1期監督）、山本ゆうすけ（副監督/2期監督）、けろりら（キャラクターデザイン） 2期の制作発表に伴い「【緊急】「ぼっち・ざ・らじお！」【特別編】」として公開。キャスト以外のゲスト出演は初。 |
| 72         | 2025年2月26日  | 青山吉能                               | |
| 73         | 2025年3月12日  | 青山吉能、鈴代紗弓、水野朔、長谷川育美 | |
| 74         | 2025年3月26日  | 青山吉能、水野朔                       | |
| 75         | 2025年4月9日   | 青山吉能                               | 番組継続に伴いコーナーリニューアル |
| 76         | 2025年4月23日  | 青山吉能、鈴代紗弓                     | |
| 77         | 2025年5月7日   | 青山吉能、水野朔                       | |
| 78         | 2025年5月21 日 | 青山吉能、長谷川育美                   | |
| 79         | 2025年6月4日   | 青山吉能、鈴代紗弓                     | |
| 80         | 2025年6月18日  | 青山吉能                               | |
| 81         | 2025年7月2日   | 青山吉能、鈴代紗弓                     | |
| 82         | 2025年7月16日  | 青山吉能、長谷川育美                   | |
| 83         | 2025年7月30日  | 青山吉能、水野朔                       | |
| 84         | 2025年8月13日  | 青山吉能                               | |

## Web番組
いずれもYouTubeの「アニプレックス チャンネル」にて公開されている。それぞれアニメおよびライブDVD/Blu-rayの映像特典としても収録。
TVアニメ『ぼっち・ざ・ろっく！』連動企画「ギターヒーローへの道」
2022年10月6日より公開開始。企画の最終回までにひとり役の青山吉能が、アニメのOP曲「青春コンプレックス」をギターで弾けるようになることを目指す。また「ギターヒーローへの道 番外編」の公開が2023年5月28日に予告され、2023年9月8日に公開された。
番外編は、結束バンドのライブイベント「結束バンドLIVE -恒星-」にて第12話のED曲「転がる岩、君に朝が降る」を、青山がギターボーカルで披露することを目標とし練習する内容となっている。番外編の最後では「結束バンドLIVE -恒星-」のBlu-ray、DVDパッケージの販売、「結束バンド」のアナログレコードの発売が告知された。
アニメ『ぼっち・ざ・ろっく！』連動企画「結束バンドへの道」
青山に加え、長谷川育美がギター・ボーカル、水野朔がベース、鈴代紗弓がドラムを担当し、2023年12月から1年以上をかけて、2025年2月15日開催の「結束バンド TOUR “We will B”」にて「フラッシュバッカー」を演奏するまでを映した企画。 2025年2月17日にティザー映像が公開。フルバージョンは後日公開予定とされている。
ぼっち・ざ・とーく！
同年10月8日より公開開始。結束バンドのメンバーを演じるキャスト4人が、1話ずつアニメの内容について語っていくトーク番組。
不定期に、各種イベントの宣伝・告知などをする生配信「ぼっち・ざ・とーく！-LIVE-」も行われている（LIVEはDVD/Blu-ray特典には未収録）。

## コラボレーション・タイアップ
タワーレコード
オープニングテーマ「青春コンプレックス」のシングル発売記念として、「ぼっち・ざ・ろっく！×TOWER RECORDS」コラボキャンペーンと銘打ってコラボ・ポスターの掲示や、特別なレシートの発行が行われた。キャンペーンに先立って渋谷店では青山をゲストに迎えてテレビアニメの1話と2話の先行上映会も開催された。タワーレコードカフェでのコラボ企画も実施。
シングル「光の中へ」発売を記念し、2023年5月23日からも特別なレシートの発行などのキャンペーンが開催された。
ミニアルバム「Re:結束バンド」の発売を記念し、再度2024年8月13日から8月26日まで特別なレシートの発行キャンペーンが行われた。
ファミリーマート
2022年12月7日に、ファミリーマート限定でA4クリアファイル4枚セットを発売した。
2023年6月20日からは「ぼっち・ざ・ろっく！キャンペーン」として、各種施策を行っている。
オンキヨー
ひとりの録り下ろし音声をシステムボイスとして使用したワイヤレスイヤホンをONKYO DIRECT、音アニにて2022年12月9日より予約受付を開始した。しかし予約が殺到したため、予約受付の中断と再開を繰り返していた。当初はひとりの音声によるシステムボイスのみ告知されていたが、その後、虹夏、リョウ、喜多の音声もダウンロード追加購入で対応。さらに伊地知星歌、PAさん、廣井きくり、後藤ふたりの音声も追加されることが発表された。
加えて『ぼっち・ざ・ろっく！』コラボモデルのカスタムインイヤーモニターを2023年8月4日から受注販売受付開始。またワイヤレスヘッドホンを2024年4月9日から予約販売受付開始。ワイヤレスヘッドホンは、ワイヤレスイヤホンとは異なるひとり、虹夏、リョウ、郁代の録り下ろしシステムボイスに対応。
CITIZENのファッションウォッチブランド「INDEPENDENT」と「ぼっち・ざ・ろっく！」のコラボ時計を2024年7月12日より予約受付開始。
後述の「おにころカップ酒」販売にあわせ、おにころ関連のオリジナルグッズを2024年8月より販売する。
島村楽器
島村楽器がギター初心者のためのサポート動画を配信するオンラインサービス「ギターセンパイ」にて、特別コラボとして結束バンドの「青春コンプレックス」の動画を配信している。またギターセンパイとコラボしたギターピックも発売された。
フレッシュネスバーガー
2022年12月1日から12月24日までハンバーガーチェーン店であるフレッシュネスバーガーの下北沢店にてコラボレーション企画が行われた。
Webラジオ『ぼっち・ざ・らじお！』内にてひとり役の青山が、フレッシュネスバーガーのスパムバーガーが好きという話題をたびたび出し、それに関するメールが届くなど反響を生んだ結果、コラボレーションへと繋がった。ラジオ第11回ではフレッシュネスバーガーを経営する株式会社フレッシュネス代表取締役の齋藤健太朗によるコラボ発表メッセージが配信されている。コラボ期間中の12月11日には後藤ひとり役の青山吉能による1日店長企画も開催された。
2024年7月17日から8月27日までのスパムバーガー再度の期間限定発売に伴い、齋藤が再び7月3日の『ぼっち・ざ・らじお！』第55回にメッセージを配信してコラボ実施を発表。期間中のフレッシュネス公式Xと『ぼっち・ざ・ろっく！』のキャンペーンや、青山による店内放送を実施。
里のうどん
藤沢市に店舗があるうどんとバラ丼の飲食店。『ぼっち・ざ・ろっく！』限定ラベルのバラ丼のたれを限定ピンバッジ付きで販売。
里のうどん代表の西嶋芳生はバンドで活動していた経験があり、販売しているバラ丼のたれ10万本突破記念の企画を考えていたところ『ぼっち・ざ・ろっく！』の存在を知り、この企画に至った。
ギブソン・ブランズ・ジャパン
楽器協力。後藤ひとりが父親から借りたギター、Les Paul Customのメーカー。廉価版ともいえるEpiphone Les Paulは後藤ひとり役の青山吉能が「ギターヒーローへの道」で使用しており、同じモデルの青山吉能のサイン入りのものが2022年11月5日、6日に開催されたギター、ベースの展示会「ギタラバTOKYO」のギブソン・ブランズ・ジャパンのブースにて展示された。
2023年5月21日に開催されたライブイベント「結束バンドLIVE-恒星-」に協賛ブースを出展し、Epiphone Les Paul CustomのBOCCHI EDITIONを準備中であることを告知し、2023年11月15日から「Epiphone Inspired by Gibson Les Paul Custom BOCCHI EDITION」の抽選販売の受付を開始した。
エピフォン創立150周年記念企画のひとつとして、青山のインタビューを掲載。ギブソン130周年記念サイトに青山と編曲の三井律郎の対談を掲載。
ヤマハ
楽器協力。特設サイトにて、後藤ひとりのギターのモデルであるPACIFICA、きくりのベースのモデルであるTRBなどを紹介。ヤマハミュージック店舗でのコラボレーション企画や、Twitterでのひとり仕様ギタープレゼント企画を実施。
2023年12月27日のアルバム『結束バンド』のLP盤の発売にあたっては青山吉能によるレコード入門動画が作成されて公開され、LP盤の試聴会も東京と名古屋の店舗にて2024年1月・2月に開催された。
ヤマハの軽音楽部向けカタログは『ぼっち・ざ・ろっく！』仕様となり、軽音楽部、軽音楽同好会がある日本全国の高等学校へ『ぼっち・ざ・ろっく！』仕様のバンドメンバー募集用ポスターを2024年4月に配布。ヤマハ音楽教室で「青春コンプレックス」「ギターと孤独と蒼い惑星」の短期間レッスン教室を実施。リモート合奏サービス「SYNCROOM」と『ぼっち・ざ・ろっく！』のコラボを実施。アニメ劇中にも登場するオーディオインターフェース「URCシリーズ」からコラボモデル「UR22C BOCCHI EDITION」を受注生産販売。青山吉能によるコラボ商品紹介動画を公開。
2024年10月25日から27日にかけて、結束バンドの映像再現イベント「DIVE STAGE」をヤマハ銀座スタジオにて開催。
イオン × キリンビバレッジ
総合スーパー「イオン」系列の店舗にて、キリンビバレッジの飲料をまとめ買いした時に景品がもらえるキャンペーンが実施された。2023年4月11日からはノート、2023年5月9日からはクリアファイルが景品となった。
20歳未満喫煙防止活動
日本たばこ協会と全国たばこ販売協同組合連合会が共同して毎年7月を『20歳未満喫煙防止強化月間』として20歳未満喫煙防止活動を2009年度から実施しているが、2023年度は ぼっち・ざ・ろっく！のキャラクターを利用したキャンペーンを実施した。POP広告がスーパーやコンビニの店頭等に掲示され、全国の中学校や高等学校にポスターが配布された。また、公式サイト上にてスマホ用の待受画像が配布され、Twitterではグッズの当たるキャンペーンが実施された。
日本コカ・コーラ
2023年7月13日に天然水「い・ろ・は・す」のTwitterアカウントにて「大人気ガールズバンド」とのコラボレーションが予告され、翌日の7月14日には本作のTwitterアカウントにて「とある飲料」とのコラボレーションが予告された。そして予告された7月18日に「い・ろ・は・す」と「ぼっち・ざ・ろっく！」のコラボレーションが告知され、テレビアニメの既存の映像に新規カットを加えるなどして再構成した映像に新たにアフレコを行った動画がTwitterとYouTubeで公開され、Twitterではオリジナルグッズ等のプレゼントキャンペーンが開始された。映像は日本コカ・コーラから結束バンドに対して「い・ろ・は・す」を宣伝するという企業案件が舞い込んでくる、という内容になっている。2023年7月31日から8月13日には小田急下北沢駅にコラボビジュアルが掲示された。2024年8月1日に二度目のタイアップが発表され、後述のタイアップ楽曲に先駆けて「楽曲オファームービー」が公開された。8月26日にい・ろ・は・すタイアップ楽曲を使用した「「僕と三原色」スペシャルムービー」が公開された。
ABCマート × アディダス
ABCマートの実店舗やオンラインストアにてアディダスのスニーカー「PARK ST」を購入すると、ABCマートの下北沢4号店を背景とした結束バンドを描いたステッカーがプレゼントされるキャンペーンを2023年8月10日から開始した。また、下北沢4号店を始めとするいくつかの店舗にてポップアップを展開した。 2024年8月8日から再度のコラボレーションを実施。対象商品の購入者に『ぼっち・ざ・ろっく！』のアクリルチャームやオリジナルステッカーを配布。
カラオケの鉄人
2023年8月23日から10月9日に、カラオケの鉄人の一部店舗にてオリジナルグッズやコラボメニューが提供され、池袋と秋葉原の店舗にてコンセプトルームが開設された。また、課題曲チャレンジとして結束バンドの曲の歌唱によって採点機能で得た点数によるプレゼントもおこなった。
ドン・キホーテ
2023年8月26日から一部店舗にて、また、9月2日からはオンラインにて限定のコラボグッズを販売した。
リクルート
2023年9月13日にX（旧Twitter）、YouTube、TikTok、Instagram、Facebookで公開されたリクルートのWeb CM「まだ、ここにない、出会い。」に、『チ。-地球の運動について-』、ハンギョドン、今森茉耶、アヴちゃん、花譜とともに登場した。
しまむら・アベイル
2023年9月23日にファッションセンターしまむらの一部店舗とオンラインストアで、2023年12月27日にはしまむらグループのアベイルにて『ぼっち・ざ・ろっく！』限定デザインの衣料やグッズが発売された。
下北沢商店連合会・下北沢SHELTER
下北沢は作中の主な舞台で、下北沢SHELTERは、作中に登場するライブハウス「STARRY」のモデルとなっているライブハウス。「結束バンド」が下北沢公認アンバサダーに就任し、2023年10月5日から10月22日まで開催された「下北沢カレーフェスティバル」において、カレーフェスおよび下北沢SHELTERと『ぼっち・ざ・ろっく！』のコラボレーションを展開した。
ばくだん焼本舗
ばくだん焼本舗の4店舗にて『ぼっち・ざ・ろっく！』コラボが2023年11月30日から開催され、コラボメニューやグッズが発売された。
ディップ
高校生向けのアルバイト情報検索アプリ「バイトル」を使って「結束バンド」のメンバーが新規のアルバイトを探すという内容で、メンバー4人の声優による新規収録も行われて制作された連続Web CMなどを2024年3月5日より展開。
| 話数 | サブタイトル             | 配信日        |
| ---- | ------------------------ | ------------- |
| #01  | 週末だけ働きたい！       | 2024年 3月4日 |
| #02  | バイトは1日3時間まで     | 3月5日        |
| #03  | 学校生活も大事にしたい！ | 3月6日        |
| #04  | はじめてのバイト先は不安 | 3月7日        |
| #05  | みんなと一緒なら         | 3月8日        |

横浜・八景島シーパラダイス
金沢八景は作中の舞台のひとつ。「結束バンド」のメンバーが遊びに来たという設定で、2024年3月5日から4月16日まで『ぼっち・ざ・ろっく！』コラボを展開、オリジナルチケットの販売やスタンプラリーを実施。「結束バンド」メンバーの会話および音楽とあわせた海の動物ショー、コラボフード、オリジナルグッズなどを展開。
ソニー
“アニメ「ぼっち・ざ・ろっく！」コラボレーションモデル 第1弾”としてウォークマンのコラボモデルNW-A306/BTRおよびNW-ZX707/BTRを2024年7月8日まで限定発売。後藤ひとり役の青山吉能、山田リョウ役の水野朔が出演する紹介動画を、3月12日よりSonyStoreJapanのYouTubeチャンネルで配信。ソニーストアでの『ぼっち・ざ・ろっく！』360 Reality Audio / ハイレゾ楽曲試聴やグッズプレゼント企画などを実施。“第2弾”として、ワイヤレスイヤホンWF-1000XM5のコラボモデルWF-1000XM5/BRを発売。8月30日からソニーストアにて「結束バンド」楽曲試聴企画などを実施。“第3弾”として、後藤ひとり仕様のオリジナルヘッドホン「ULT WEAR」の販売を実施。“第4弾”として、スマートフォンXperia 1 VIの『ぼっち・ざ・ろっく！』コラボモデルを2025年1月22日から注文販売開始。
ローソン
2024年3月5日より、ローソン店頭にてオリジナルクリアファイル及びステッカーの配布、グッズ販売を実施。また『ぼっち・ざ・ろっく！』コラボパッケージの明治チョコレートBOXをローソン店舗にて販売。2025年2月4日からはオリジナルステッカーなどの配布を行うキャンペーンを実施。
日清食品
2024年3月25日より『ぼっち・ざ・ろっく！×カレーメシ コラボキャンペーン』として、『ぼっち・ざ・ろっく！』パッケージのカレーメシを販売。カレーメシオリジナルサイン入りエレキギターや、オリジナルジャージのプレゼント企画を実施。「結束バンド」メンバーによる音声新規収録のコラボ動画、後藤ひとり（声：青山吉能）の歌唱によるコラボ曲「カレーメシのうた」を公開。
Zoff
2024年4月1日より『ぼっち・ざ・ろっく！』コラボデザインのメガネフレームをWeb限定予約受付開始。「結束バンド」4人に加えて星歌、PAさん、きくりのイメージのデザインを用意。メガネケース、メガネ拭きなどのグッズも販売。
富士薬品
2024年4月1日より、富士薬品が経営するドラッグストアセイムスとのコラボキャンペーンを展開。店頭での『ぼっち・ざ・ろっく！』ステッカープレゼント、オリジナルグッズのプレゼントキャンペーンを実施。コラボ期間中はスマートフォン用セイムスアプリの会員カードが『ぼっち・ざ・ろっく！』デザインに変化。
共闘ことばRPG コトダマン
2024年4月22日より、『ぼっち・ざ・ろっく！』のキャラクターなどがゲーム内に登場するコラボレーションを実施。後藤ひとり役の青山吉能、喜多郁代役の長谷川育美が『コトダマン』公式Web番組にゲスト出演。
JOYSOUND
2024年5月10日より直営店舗にてコラボメニューの販売、一部直営店舗でコラボルームの実施。店舗とオンラインストアで描き下ろしグッズの販売を実施。
かっぱ寿司
2024年5月16日より、グッズ付きコラボメニューの販売を実施。
ブルボン
後藤ひとりの髪飾りをイメージしたキャンディ「きゅーびぃ・ざ・ろっく！」をファミリーマート限定で2024年6月4日より販売。
小田急電鉄
結束バンドのキャスト4人が下北沢駅の一日駅長などになり、2024年6月5日に撮影が行われた。6月7日から下北沢駅など小田急の複数の駅にて、後藤ひとり（青山吉能）による駅構内アナウンスや「結束バンド」のパネル展示を実施、6月22日からコラボグッズを販売。
TEG
東京タワー内のRED° TOKYO TOWERにて2024年7月5日よりコラボカフェ、グッズ販売などを実施。
セブン-イレブン
セブン-イレブン店頭でオリジナルグッズが当たるキャンペーンを2024年7月4日より実施。セブンネットショッピングでの限定グッズを販売。
サンリオ
2024年7月6日より、ハローキティなどサンリオの各キャラクターと『ぼっち・ざ・ろっく！』各キャラクターのコラボグッズを販売。
中日新聞社
東京新聞が運営する「タウントレック」と『ぼっち・ざ・ろっく！』とのコラボグッズ販売を2024年7月より実施、8月31日にコラボゲームイベントを実施。
日本盛
きくりが飲む日本酒「おにころ」のモデルとなった「鬼ころし」とのコラボレーションとして、鬼ころしにオンキヨーが開発した加振振動技術を用いて劇中歌「ワタシダケユウレイ」を聞かせ熟成させ、300mlのカップ酒にした「おにころカップ酒」を製造、鬼ころしの180ml紙パック、きくりが描かれたオリジナル巾着とのセット商品を2024年8月より同社オンラインショップとオンキヨーの直営店「ONKYO DIRECT ANIME STORE」で販売する。
横浜Denaベイスターズ
2024年8月より、『ぼっち・ざ・ろっく！』とベイスターズとのコラボグッズを販売。
ロッテ
ロッテオンラインショップ限定で、「オリジナルコアラのマーチ」シリーズから「ぼっち・ざ・ろっく！ のマーチ」を2024年8月8日より発売。
RIP-TIE
結束バンド（資材） のメーカー。『ぼっち・ざ・ろっく！』タイアップのケーブルキャッチやキーホルダーを販売。
JR東海
2024年9月7日から11月30日までの期間限定で東海道新幹線車内限定ボイスドラマを配信、きっぷ風記念カードを配布。
ヴィレッジヴァンガード
2024年9月13日より、結束バンドのメンバーが店員に扮したイラストなどを使用したコラボグッズを発売。コラボ期間中に設定されている山田リョウ（9月18日）、廣井きくり（9月28日）のそれぞれの誕生日よりバースデーカードを配布（バースデーカードは下北沢店限定）。アニメ作中では、登場キャラクターがヴィレッジヴァンガード下北沢店の前を通る場面がたびたび登場している。原作第4巻では、メンバーが下北沢の「ビレパン」店舗を訪れる場面がある。
カラオケ ビッグエコー
2025年1月10日から3月31日まで、一部の店舗での『ぼっち・ざ・ろっく！』コラボルーム実施及びコラボドリンクを販売。店舗及びオンライン通信販売でコラボグッズ販売。
ラグナドール 妖しき皇帝と終焉の夜叉姫
2025年2月15日より『ラグナドール』ゲーム内でコラボ開始、「後藤ひとり」「廣井きくり」がプレイアブルキャラクターとして登場
モンスターストライク
2025年5月24日よりコラボイベントを実施、「後藤ひとり」「伊地知虹夏」「山田リョウ」「喜多郁代」「廣井きくり」が登場。
コンバース
『ぼっち・ざ・ろっく！』とコラボしたアパレル・グッズを発売。第1弾として後藤ひとり役の青山吉能、第2弾として舞台版“結束バンド”を演じた守乃まも、大竹美希、小山内花凜、大森未来衣の4人をモデルとした写真を公式サイトに掲載。
ファイントゥデイ
制汗・消臭スプレー“シーブリーズ”と『ぼっち・ざ・ろっく！』のコラボキャンペーンを実施。マツキヨキヨシ・ココカラファイングループ店頭での購入でオリジナルステッカーを配布。
逆転オセロニア
2025年8月にコラボ実施、「後藤ひとり」「伊地知虹夏」「山田リョウ」「喜多郁代」などのキャラクターが登場。
湯楽の里 / 喜楽里 テルめし
2025年8月19日より「後藤ひとり」「伊地知虹夏」「山田リョウ」「喜多郁代」のオリジナルコラボメニュー、オリジナルグッズ販売などを実施。

## イベント
「BOCCHI・IN・JAPAN」in AJ2022
2022年3月27日にAnimeJapan 2022のANIPLEXブースのステージにて開催された、テレビアニメ『ぼっち・ざ・ろっく！』の初めてのイベント。結束バンドのキャスト4人が登壇し、YouTubeで配信も行われた。イベント名はROCK IN JAPAN FESTIVALがモチーフ。
京まふ大作戦
2022年9月18日に京都国際マンガ・アニメフェア（京まふ）内のステージイベントとして、みやこめっせにて開催。青山と水野、長谷川の3人が登壇し、Webラジオ『ぼっち・ざ・らじお！』の公開収録が行われた。YouTubeにて生中継も行われた。イベント名は「京都大作戦」がモチーフ。
Aniplex Online Fest 2022
2022年9月24日にパシフィコ横浜 国立大ホールにて開催された、アニプレックスのアニメ作品の無料の宣伝イベント。YouTubeで全世界に中継された。青山と水野がステージに登壇した。
TOKYO WATCHING -TVアニメ「ぼっち・ざ・ろっく！」先行上映会-
2022年10月5日に新宿バルト9にて開催された、アニメ2話までの先行上映会。結束バンドのキャスト4人とMCとしてフリーアナウンサーの森遥香が登壇した。イベント名はTOKYO CALLINGがモチーフ。
「NUMBER BOCCHI」Presented by BOCCHI THE ROCK!
2022年11月27日に、北九州ポップカルチャーフェスティバル2022withあるあるCITYにてステージの1つとして開催された。青山と鈴代が登壇。イベント名は「NUMBER SHOT」がモチーフ。
「ぼっち・ざ・らじお！」公開録音&後夜祭
2023年3月19日に上條ホールで開催された、Webラジオ『ぼっち・ざ・らじお！』の公開録音と、イベント限定のトークライブ。ラジオでの公開だけではなくイベント自体のネット配信も行われた。結束バンドのキャスト4人が登壇。
「BOCCHI・IN・JAPAN」in AJ2023
2023年3月26日にAnimeJapan 2023のANIPLEXブースのステージにて開催された、テレビアニメ『ぼっち・ざ・ろっく！』のステージ。結束バンドのキャスト4人が登壇し、YouTubeで配信も行われた。
ぼっち・ざ・ろっく！ です。
2023年4月23日にヒューリックホール東京にて開催された、テレビアニメ『ぼっち・ざ・ろっく！』のトーク＆ミニライブイベント。結束バンドのキャスト4人が登壇し、ネット配信も行われた。アニメBlu-ray/DVD第1巻にはチケット優先販売申込券が封入されていたが、Blu-ray/DVDが想定以上の売り上げにより品薄となったため、申込受付期間が延長された。
ライブパートではギターが三井律郎とakkin、ドラムスが比田井修、ベースが高間有一、ボーカルは長谷川育美、水野朔、鈴代紗弓、青山吉能と結束バンドのオリジナルの演奏・歌唱メンバーが出演して楽曲を披露した。イベントの最後にはニューシングルの「光の中へ」の発売と、一か月後に初の単独ライブイベント「結束バンドLIVE-恒星-」が開催されることがサプライズで発表された。
イベント内容は2023年11月22日発売の「結束バンドLIVE-恒星-」ライブBD/DVDに、映像特典として収録。
＜音泉＞祭り2023夏 〜ONSEN NEXT STAGE〜
2023年6月24日にカルッツかわさきで開催されたインターネットラジオステーション＜音泉＞のイベント。本イベント中で「ぼっち・ざ・らじお！ 音泉祭りスペシャル」と題するステージがあり、後藤ひとり役の青山吉能と、伊地知虹夏役の鈴代紗弓が登壇した。イベントはYouTubeとニコニコ生放送にて無料で生中継された。
Bilibili World 2023【遇见动漫-次元舞台】《孤独摇滚！》特別STAGE
中国・上海市の国家会展中心にて2023年7月21日から23日にかけて開催されたBilibili World 2023の2日目、7月22日にメインキャストである青山吉能と水野朔によるトークショーが開催され、ステージは全世界に生中継された。
AFA Creators Super Fest Singapore 2023 Super Akiba Stage
2023年7月22日、23日にSingapore Expo HALL 5で開催された「AFA Creators Super Fest Singapore 2023」の2日目、7月23日にSuper Akba Stageのプログラムの一つとして、アニプレックスの音楽プロデューサーである山内真治と、『ぼっち・ざ・ろっく！』の主題歌や劇中歌の編曲やギターの演奏を担当した三井律郎の2人が登壇した。
TV動畫《孤獨搖滾！》聲優 青山吉能 手遞見面會
台湾・台北市の世貿一館にて2023年7月27日から7月31日にて開催される第22回 漫画博覧会の3日目、7月29日に後藤ひとり役の青山吉能によるサイン手渡し会が開催された。翌日には原作者、はまじあきのサイン会も開催されている
TVアニメ『ぼっち・ざ・ろっく!』ステージ 。
2023年7月30日に千葉県・幕張メッセ 国際展示場にて開催されるワンダーフェスティバル2023[夏]の『WONDERFUL HOBBY LIFE FOR YOU!! 37』ブース内ステージにてメインキャストの青山吉能と鈴代紗弓によるトークイベントが開催され、イベントの模様はYouTubeにて生配信された。
Anime x Game Festival 2023（AGF KOREA 2023）
韓国のKINTEXにて2023年12月2日・3日の2日開催されたアニメ・ゲームのイベントの2日目のステージに、結束バンドのキャストから青山吉能と長谷川育美が出演。
ANIPLEX 20th Anniversary Event -THANX-
2024年1月7日に東京ガーデンシアターで開催されたアニプレックス設立20周年記念イベントに結束バンドが出演。キャスト4人による、アニプレックスから「結束バンド」にライブのオファーが来たという設定によるミニドラマの後、長谷川育美が「青春コンプレックス」を、青山吉能が「転がる岩、君に朝が降る」を歌唱。
BOCCHI・IN・JAPAN in AJ2024
2024年3月24日にAnimeJapan 2024のANIPLEXブースのステージにて開催された、テレビアニメ『ぼっち・ざ・ろっく！』のステージ。結束バンドのキャスト4人が登壇し、YouTubeで配信も行われた。
アニメ「ぼっち・ざ・ろっく！」展
2024年4月17日より東京松屋銀座、2024年6月13日からは博多阪急など複数の会場で開催の『ぼっち・ざ・ろっく！』の展示会。アニメのイラスト、アニメ劇中に登場した「後藤ひとりの部屋」「ライブハウスSTARRY」などを再現したエリア、実写シーンでの撮影に使用したもの、アニメに登場したものを再現した小道具などを展示。
Anime Expo 2024
アメリカ合衆国・ロサンゼルスにて2024年7月5日から8日にかけて開催されたAnime Expo2024の初日7月5日に、監督の斎藤圭一郎とメインキャストの青山吉能がステージに登壇。
京まふ大作戦2025
2025年9月21日に京都国際マンガ・アニメフェア（京まふ）内の、みやこめっせにて開催されるステージイベントに出演。青山、水野、長谷川の3人が登壇。京まふへの出演は3年ぶり。